# BMW E90
La BMW E90 è la quinta generazione della BMW Serie 3, un'autovettura berlina di fascia medio-alta prodotta dal 2005 al 2013 dalla casa automobilistica tedesca BMW. Da essa sarebbero state poi derivate la versione con carrozzeria familiare (E91), la coupé (E92) e la cabriolet con tetto rigido (E93).

## Profilo e storia

### Genesi e debutto
Il progetto E90 destinato alla produzione della quinta generazione della Serie 3 fu avviato nel 2002 dall'allora direttore di produzione Norbert Reithofer (in seguito divenuto amministratore delegato BMW) e dal responsabile per lo sviluppo Burkhard Goeschel. Oltre che finalizzato semplicemente alla realizzazione del nuovo modello, il progetto E90 si prefisse di introdurre una nuova metodologia di sviluppo del prodotto in grado di dimezzare i tempi necessari all'avvio della commercializzazione una volta congelato il prototipo. In questo modo sarebbe stato possibile ridurre significativamente l'intera tempistica del time to market.
La genesi della quinta generazione della Serie 3 si ebbe in un momento piuttosto movimentato presso il Centro Stile BMW: da una parte erano pronti al debutto altri nuovi modelli della Casa tedesca, per cui il fermento era notevole; dall'altra, lo stile assolutamente fuori dal coro di alcuni modelli aveva suscitato alcune perplessità, talvolta rimarchevoli. Non è dato sapere se si sia trattato di un provvedimento punitivo oppure se in realtà si sia trattata di una vera e propria promozione, ma Chris Bangle, fino a quel momento responsabile del design BMW, venne assegnato al coordinamento stile dell'intero gruppo di cui già facevano parte anche Rolls-Royce e Mini, lasciando emergere così Adrian van Hooydonk, la cui impronta sarà però più evidente solo a partire dai modelli di fine decennio. In ogni caso, lo stile della nuova berlina BMW di fascia medio-alta poté essere ricondotto a entrambi i valenti designers.
I primi prototipi camuffati della berlina cominciarono a circolare nel 2003, mentre per quanto riguarda la presentazione ufficiale sembrò in un primo momento che la nuova vettura dovesse essere svelata già a Parigi nell'ottobre 2004, ma alla fine ciò non avvenne. Vi fu invece una prima presentazione in anteprima all'inizio del 2005 presso il BMW Pavillon sito al Kurfürstendamm di Berlino. Il debutto vero e proprio sarebbe avvenuto nel marzo 2005 al Salone dell'automobile di Ginevra, dopo che già da tempo furono pubblicate diverse foto di esemplari di preserie in prova.

### Design e interni

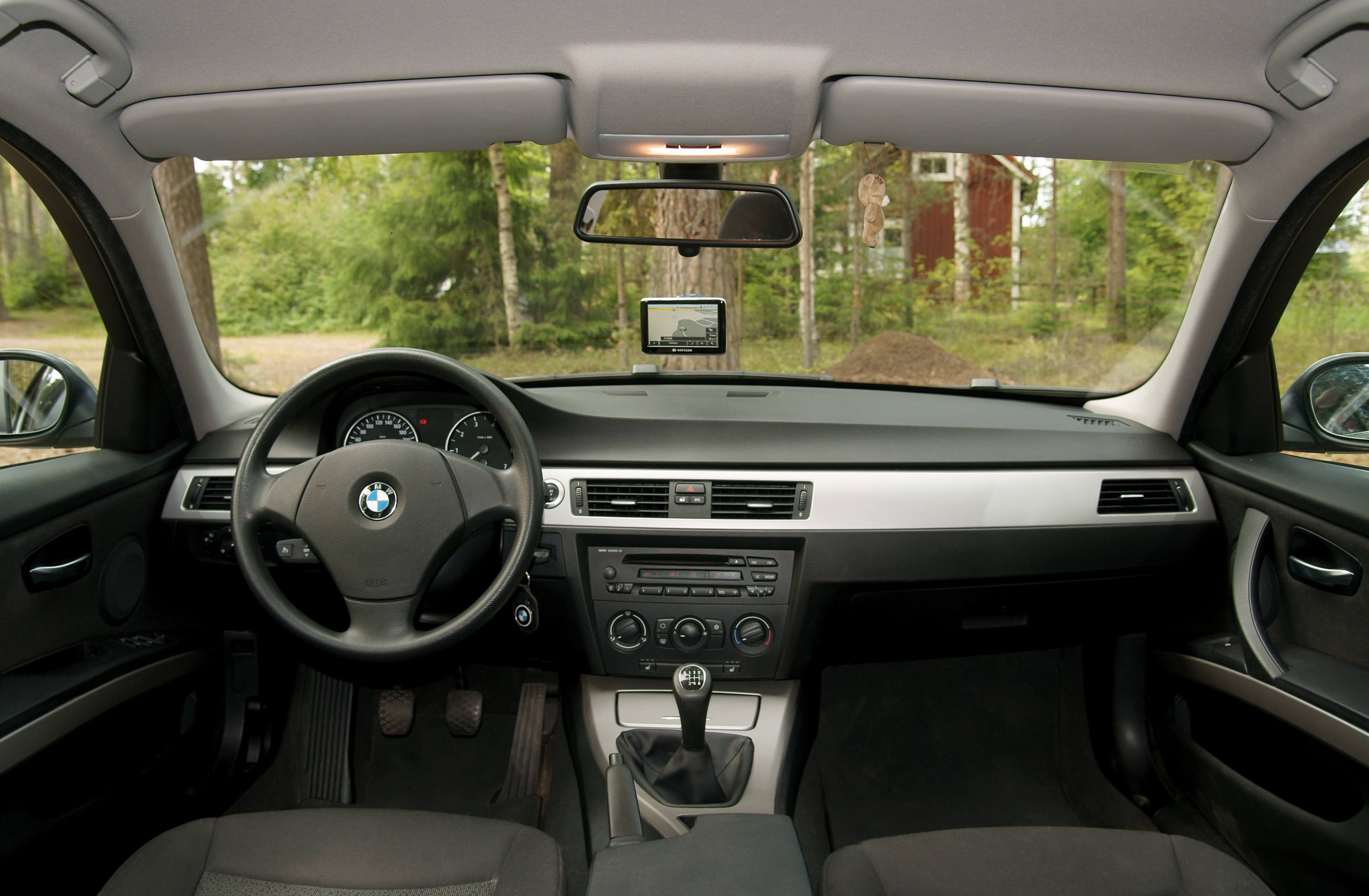
Abitacolo di una Serie 3 E90

Frutto dell'estroso Centro Stile BMW, la nuova Serie 3 propose un corpo vettura tutto sommato fedele ai suoi tradizionali standard di compattezza e sportività, sebbene il passo fosse aumentato di 3,5 cm per migliorare l'abitabilità interna. Il mix di spigoli e curve tipico dell'impronta stilistica di Bangle non si presentò così prepotentemente come nel caso della contemporanea Serie 5, ma venne leggermente ammorbidito dall'orientamento più "gentile" di van Hooydonk. Ne scaturì quindi una vettura riconducibile a entrambi, molto più moderna che la sua progenitrice e dotata di maggior personalità.
Il frontale era tipicamente BMW grazie alla presenza dei tradizionali stilemi come la calandra a doppio rene e i gruppi ottici a doppio faro carenato, qui caratterizzati da un inedito disegno con spigoli e curve. La calandra era racchiusa in una sorta di profilo "a U" formato dal prolungamento del lato interno dei gruppi ottici, profilo che scendeva fino a penetrare nel paraurti anteriore tagliando in tre parti, ognuna dotata di una propria presa d'aria per il raffreddamento di motore e freni anteriori. Il cofano motore, sempre leggermente spiovente in modo da rendere più sportiva la vista, era solcato da due nervature laterali che lo percorrevano in senso longitudinale. Anche la vista laterale appariva decisamente più dinamica e moderna, grazie al profilo del corpo vettura proteso in avanti, alla linea di cintura più alta, ai passaruota bombati e alla nervatura laterale che percorreva la fiancata all'altezza delle maniglie porta. Ovviamente presente anche il tradizionale montante posteriore "a gomito", mentre altra caratteristica sportiveggiante era il padiglione piuttosto spiovente. La coda, piuttosto corta, era caratterizzata dai gruppi ottici arrotondati e suddivisi in quattro sezioni.
L'abitacolo era piuttosto essenziale e razionale: tra le novità di maggior spicco vi fu l'introduzione (a richiesta) del dispositivo iDrive, una sorta di joystick a manopola in grado di gestire le funzioni di infotainment della vettura. Un'altra novità era rappresentata dalla nuova plancia non più orientata verso il guidatore, un aspetto la cui mancanza aveva già cominciato a farsi notare nella precedente generazione della Serie 3, e che qui spariva completamente. Il disegno del posto guida appariva frutto di un meticoloso lavoro improntato al raggiungimento della perfetta ergonomia. Tutto sembrava realizzato su misura per il conducente. Posteriormente si aveva un deciso miglioramento nell'abitabilità e anche il bagagliaio era cresciuto in capienza grazie ai suoi 20 litri in più.

### Struttura, meccanica e motorizzazioni
La struttura della E90 era costituita da una combinazione di acciai altoresistenziali e lamiere di acciaio di altro tipo. Ciò permise di ottenere una scocca più rigida del 25% rispetto alla E46, ma anche più leggera di circa 30 kg. I progettisti BMW hanno inoltre incrementato l'utilizzo della lega di alluminio, visibile specialmente nel telaietto di supporto del motore e nelle componenti delle sospensioni. Un grande lavoro è stato svolto anche per quanto riguardava la distribuzione dei pesi tra i due assi. Alla fine, per questa vettura, il peso è suddiviso in percentuali comprese tra il 48% e il 52% tra asse anteriore e asse posteriore, perciò quasi ottimale. Ciò era stato possibile, oltre che dalla tradizionale architettura a motore anteriore e trazione posteriore, anche dal fatto che il motore era stato sistemato in posizione arretrata all interno del vano motore. Il comparto sospensioni prevedeva un avantreno di tipo MacPherson a doppio snodo e un retrotreno multilink a 5 bracci. Proprio il retrotreno, che presentava lo schema più costoso da realizzare, fu rivisto in modo da incrementarne le prestazioni in termini di tenuta di strada e precisione di guida, ma anche di escursione di molleggio (e quindi di comfort di marcia). Presenti su entrambi gli assi anche le molle elicoidali, gli ammortizzatori a gas e le barre antirollio.

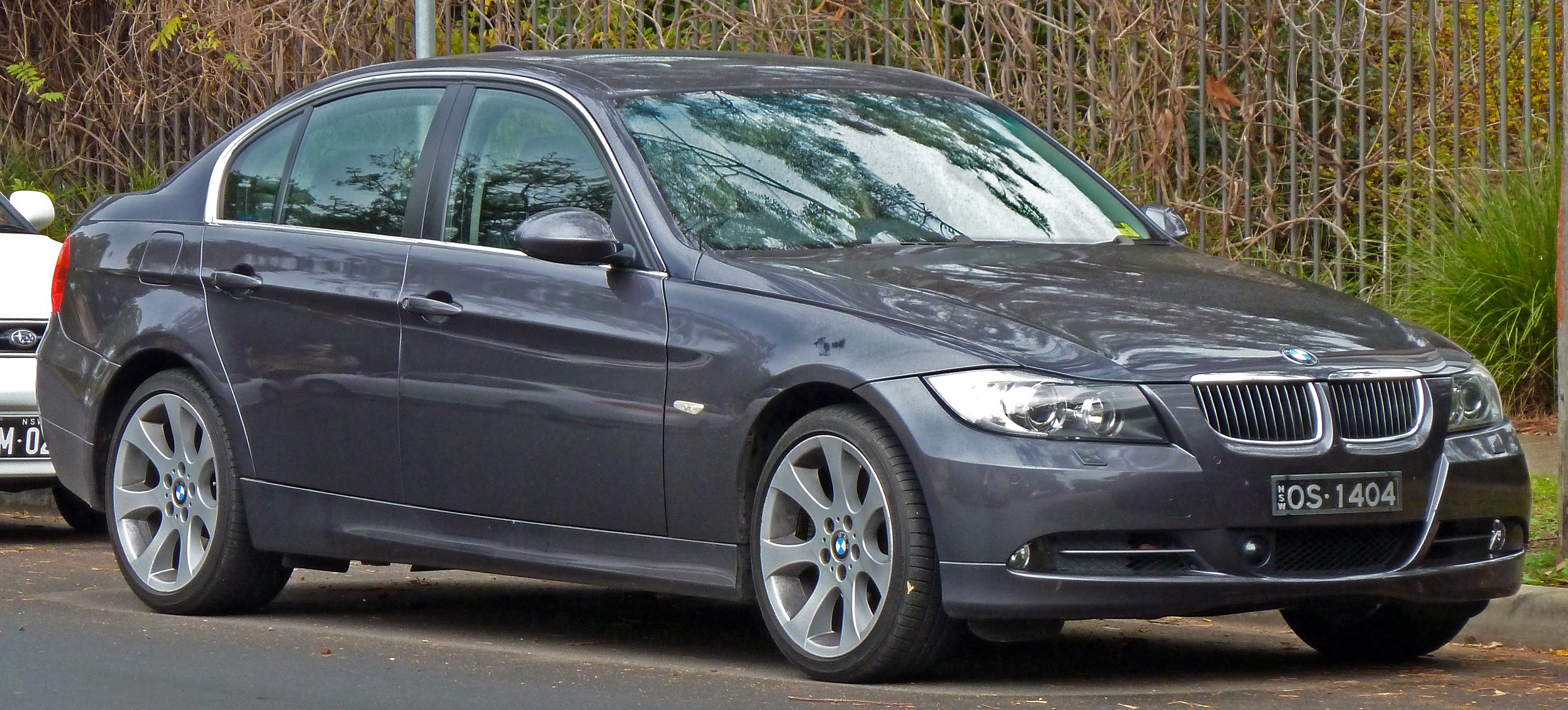
La BMW 330i

L'impianto frenante era a doppio circuito e prevedeva com'era ormai consuetudine irrinunciabile, quattro dischi, tutti di tipo autoventilante, del diametro di 300 mm e con pinze flottanti. Ovviamente era presente il servofreno, ma anche i dispositivi elettronici di ausilio alla guida che interagivano normalmente con i freni, quali l'ABS, l'ESP (noto come DSC presso la Casa bavarese), l'ASC+T, il DBC (assistente alla frenata di emergenza) e il CBC.
Al suo debutto, la E90 era disponibile nelle seguenti versioni e motorizzazioni:
- 320i: versione di accesso alla gamma d'esordio, equipaggiata con un motore quadricilindrico da 1995 cm³ in grado di erogare una potenza massima di 150 CV;
- 325i: versione intermedia spinta da un 6 cilindri in linea da 2497 cm³ e con potenza massima di 218 CV;
- 330i: versione di punta mossa da un motore da 2996 con potenza massima di 258 CV;
- 320d: versione a gasolio spinta da un motore turbodiesel common rail da 1995 cm³ in grado di erogare fino a 163 CV di potenza massima.

Una sola la variante di trasmissione disponibile di serie sull'intera gamma: si trattava di un cambio manuale a 6 marce. Su tutte, però, era possibile avere con sovrapprezzo un cambio automatico Steptronic a 6 rapporti.

### Allestimenti e dotazioni
Al suo debutto, in Italia, la E90 fu resa disponibile in tre livelli di allestimento:
- Eletta, livello base comprendente già una ricca dotazione che includeva: ABS, DSC, ASC+T, doppio airbag frontale, airbag laterali, airbag per la testa, retrovisori esterni elettrici, sedile guida regolabile in altezza, divano posteriore frazionabile, alzavetri elettrici anteriori e posteriori, poggiatesta posteriori, autoradio, climatizzatore, cerchi in lega e fendinebbia;
- Attiva, livello di allestimento orientato alla sportività, comprendente quanto già presente nell'allestimento Eletta, ma con in più i fari allo xeno con lavafari, l'assetto sportivo, i cerchi in lega da 17" (qualora di quella dimensione non vengano forniti nell'allestimento "Eletta" per la motorizzazione considerata), i sedili sportivi, interni in alluminio spazzolato;
- Futura, livello di allestimento orientato al comfort, comprendente quanto già presente nell'allestimento Eletta, ma con in più il cruise control, bracciolo sdoppiato, sensore pioggia e accensione automatica fari, volante sportivo multifunzionale, specchietto retrovisore interno autoanabbagliante, sensori di parcheggio posteriori.

La lista optional comune ai tre allestimenti prevedeva l'antifurto, il già citato cambio automatico Steptronic a 6 rapporti, gli interni in pelle, i sedili anteriori regolabili elettricamente in senso longitudinale, il navigatore satellitare, il tetto apribile e la vernice metallizzata. In ogni caso, tutto ciò che non era previsto di serie nei livelli di allestimento inferiori, poteva essere ottenuto a richiesta.

## Evoluzione

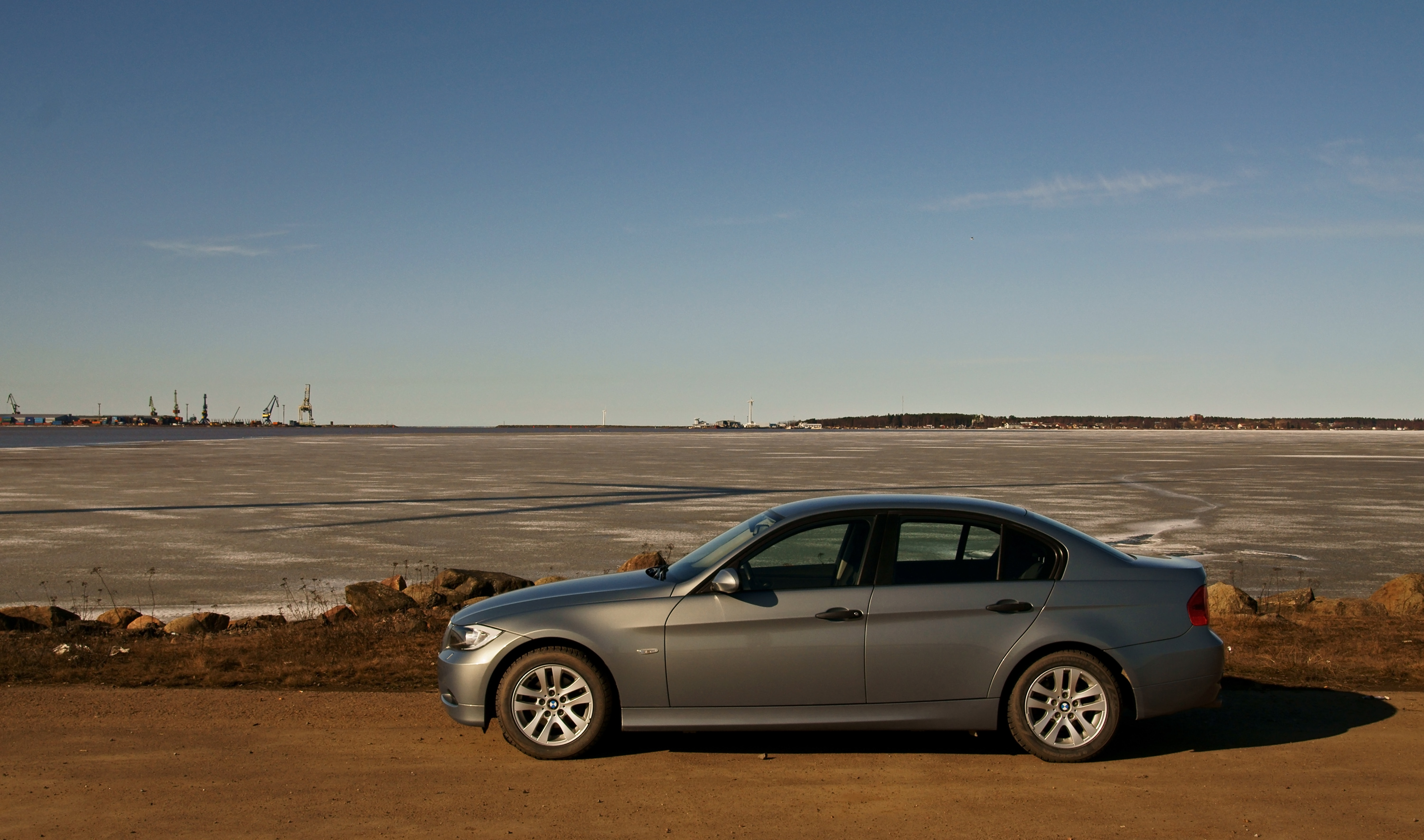
Vista laterale di una 320i E90

La produzione venne quindi avviata subito dopo la presentazione a Ginevra, negli stabilimenti tedeschi di Ratisbona, Monaco di Baviera e Lipsia. Nel corso della carriera del modello, la produzione sarebbe stata estesa anche ad altri stabilimenti sparsi per il globo.
Entro la fine del 2005, la gamma si estese notevolmente: innanzitutto vi fu l'arrivo della versione Touring, cioè la Serie 3 con carrozzeria giardinetta. Inoltre, arrivarono anche la 318i, con motore 2 litri da 129 CV, la 318d anch'essa con motore 2 litri, ma con 122 CV di potenza, e le 330d e 330xd, con motore 3 litri turbodiesel da 231 CV e rispettivamente caratterizzate dalla trazione posteriore o integrale. Quest'ultima soluzione fu introdotta anche sui modelli 325xi e 330xi, motoristicamente identiche alle corrispondenti versioni a trazione posteriore. Furono le prime E90 con trazione sulle quattro ruote. Fu inoltre introdotto un quarto livello di allestimento, denominato MSport e caratterizzato esteriormente dalla presenza di appendici aerodinamiche sportiveggianti e da paraurti e minigonne dal disegno specifico, oltre che da elementi nell'abitacolo (come il volante in pelle) griffati con la M di Motorsport.
Il 2006 fu l'anno in cui debuttò invece la nuova Serie 3 Coupé, tra l'altro con alcune novità tecniche, come un nuovo 3 litri biturbo a benzina, un motore in grado di erogare fino a 306 CV di potenza massima. Tale motore debuttò entro l'anno anche sulla berlina e sulla Touring, e caratterizzò i modelli 335i nelle tre configurazioni di carrozzeria. Analogamente, vi fu il debutto della corrispondente versione diesel, denominata 335d ed equipaggiata anch'essa con un 3 litri biturbo, in questo caso a gasolio e in grado di erogare fino a 286 CV di potenza massima. Un po' più in basso nella gamma del modello andò a posizionarsi la nuova 325d, spinta anch'essa da un 3 litri turbodiesel common rail, ma con singolo turbocompressore e con potenza massima di 197 CV.
Nel 2007 vi fu invece il debutto della nuova versione cabriolet, che propose per la prima volta una copertura ripiegabile in metallo anziché la classica capote in tela. Altra novità fu l'avvento della nuova M3, la più sportiva della gamma. L'arrivo della cabriolet portò anche una serie di nuove motorizzazioni. La 320i vide la sua potenza salire da 150 a 170 CV. In realtà non si trattava solo di un aumento di potenza ma di una nuova unità, la N43, che sostituiva la precedente N46. Anche la versione 2 litri diesel vide un cambio di motore. L'M47 fu gradualmente mandato in pensione (in realtà era ancora prodotto su alcuni mercati solo per i noleggiatori) e sostituito dal nuovissimo N47. L'incremento di potenza fu più notevole sulla 318d che passò da 122 a 143 CV, mentre la 320d passò da 163 a 177 CV.  Inoltre, anche la 335i poté essere ordinata con trazione sulla quattro ruote. Nello stesso anno, la 325i vide l'arrivo di una variante depotenziata del 3 litri della 330i, variante che in questo caso erogava 218 CV come nella precedente unità da 2,5 litri. Ed infine, la 330i vide il suo motore passare da 258 a 272 CV, portandosi allo stesso livello prestazionale del 3 litri che l'anno prima debuttò sulla coupé.

### Restyling 2008

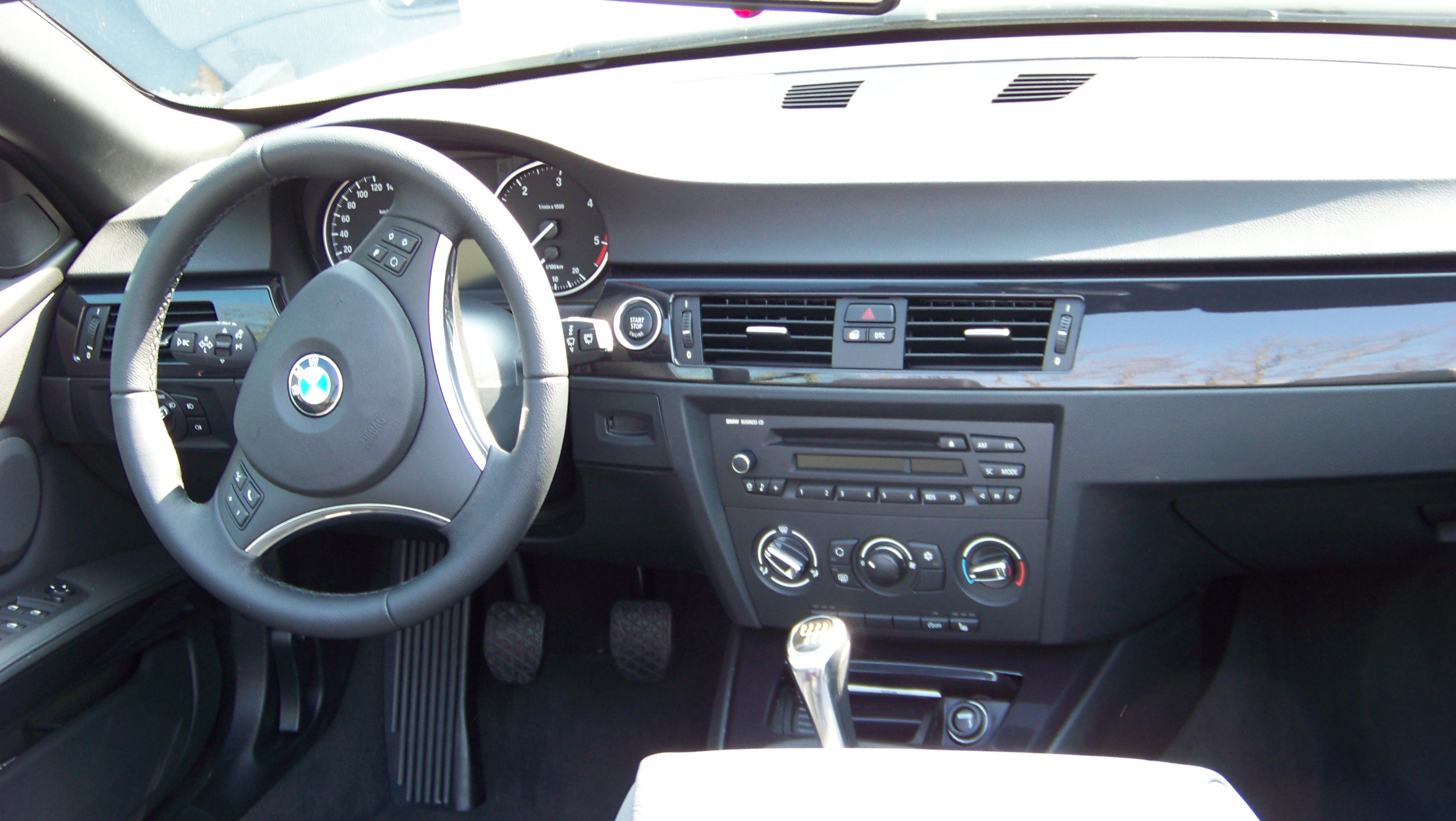
Interni di una BMW Serie 3 del 2009 dopo il restyling

Nel settembre del 2008 vi fu il restyling di mezza età, limitato però solo a berlina e Touring: gli aggiornamenti furono diversi e non così discreti come nelle precedenti generazioni della Serie 3. Cambiarono innanzitutto i paraurti, ridisegnati in maniera decisa così da conferire un aspetto più dinamico; cambiarono anche i gruppi ottici, in particolare quelli posteriori, ora caratterizzati da un più evidente profilo "a L". Ed ancora, il cofano motore vide l'arrivo di due ulteriori nervature longitudinali, il "doppio rene" della calandra fu leggermente abbassato e lateralmente vi fu una nuova nervatura in basso, leggermente più alta che in precedenza. Internamente le modifiche si limitarono a pochi dettagli, mentre dal punto di vista meccanico le novità si fecero più sostanziose: le versioni a trazione integrale videro l'arrivo del sistema xDrive per la gestione intelligente della trazione integrale. Tale sistema venne introdotto anche nella nuova 320d xDrive, il che significò il debutto della trazione integrale su una Serie 3 con motore a 4 cilindri. Nella stessa occasione, e in virtù dell'arrivo del nuovo sistema di trazione integrale, fu lanciata la nuova 330d xDrive, che andò a sostituire la 330xd e il cui 3 litri turbodiesel common rail passò dai precedenti 231 a 245 CV di potenza massima. Quest'ultima iniezione di cavalli fu applicata anche alla normale 330d a trazione posteriore. Ed ancora, la 335d divenne l'unica serie 3 equipaggiata di serie con il cambio automatico Steptronic. Un'altra novità fu l'arrivo della M3 con carrozzeria berlina a 4 porte. Va infine segnalata l'introduzione del dispositivo Start&Stop in ossequio al programma EfficientDynamics varato pochi mesi prima dalla casa dell'elica.

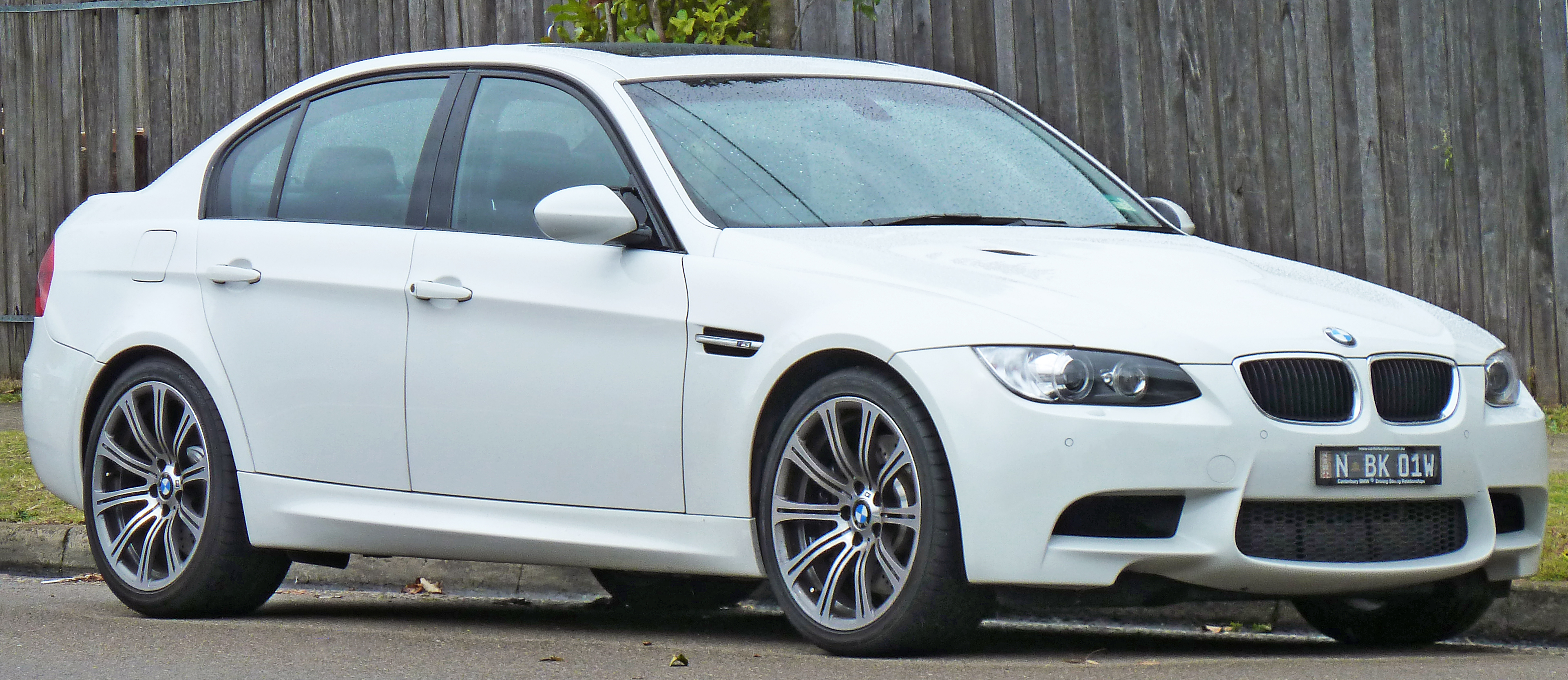
BMW M3 E90; notare il frontale mutuato completamente dalla versione coupé

Per il 2009, l'unica novità di rilievo fu l'arrivo della 316d, spinta da una variante depotenziata del 2 litri turbodiesel common rail destinato alle altre diesel a 4 cilindri. In questo caso la potenza massima si fermava a 116 CV.

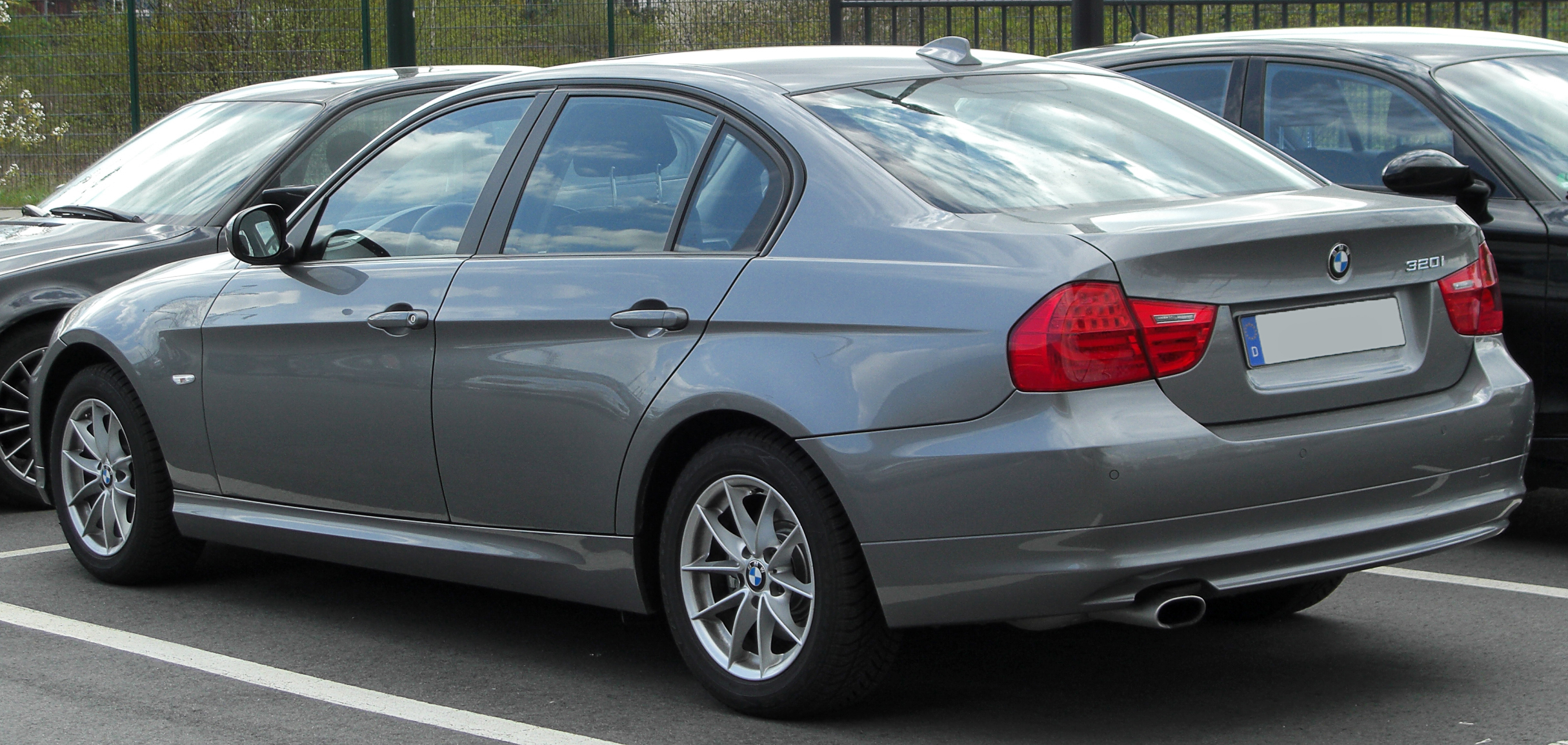
Posteriore di una BMW 320i E90 del 2010

Nel 2010, in occasione del restyling occorso anche alle versioni coupé e cabriolet, l'intera gamma fu rinfrescata con aggiornamenti ad alcuni motori: la 335i vide l'arrivo del nuovo 3 litri N55, che rinunciò a un turbocompressore in cambio della tecnologia twin scroll e del dispositivo Valvetronic, fino a quel momento assenti su tale modello. La potenza rimase invariata mentre migliorò l'erogazione della coppia.  Sul fronte diesel, il motore 2 litri fu aggiornato alla versione N47N. Rispetto al precedente N47 vi fu l'introduzione della 320d EfficientDynamics, spinta da una nuova edizione del 2 litri turbodiesel, con aggiornamenti per ridurre al minimo consumi ed emissioni, e che in questo caso era capace di 163 CV di potenza massima. Inoltre, la 320d normale e la 320d xDrive grazie a questo aggiornamento videro la loro potenza salire da 177 a 184 CV, mentre la 325d beneficiò di un incremento di 7 CV, salendo così da 197 a 204 CV di potenza massima. L'aggiornamento al N47N vide anche il passaggio dal servosterzo idraulico a quello totalmente elettrico. Esteticamente le E90 con i nuovi motori si distinguono dalle precedenti solo per un piccolissimo dettaglio. Ora le cornici del parabrezza applicate ai montanti non sono più in tinta ma in colore nero opaco, come le guarnizioni dei vetri, su tutte le versioni.

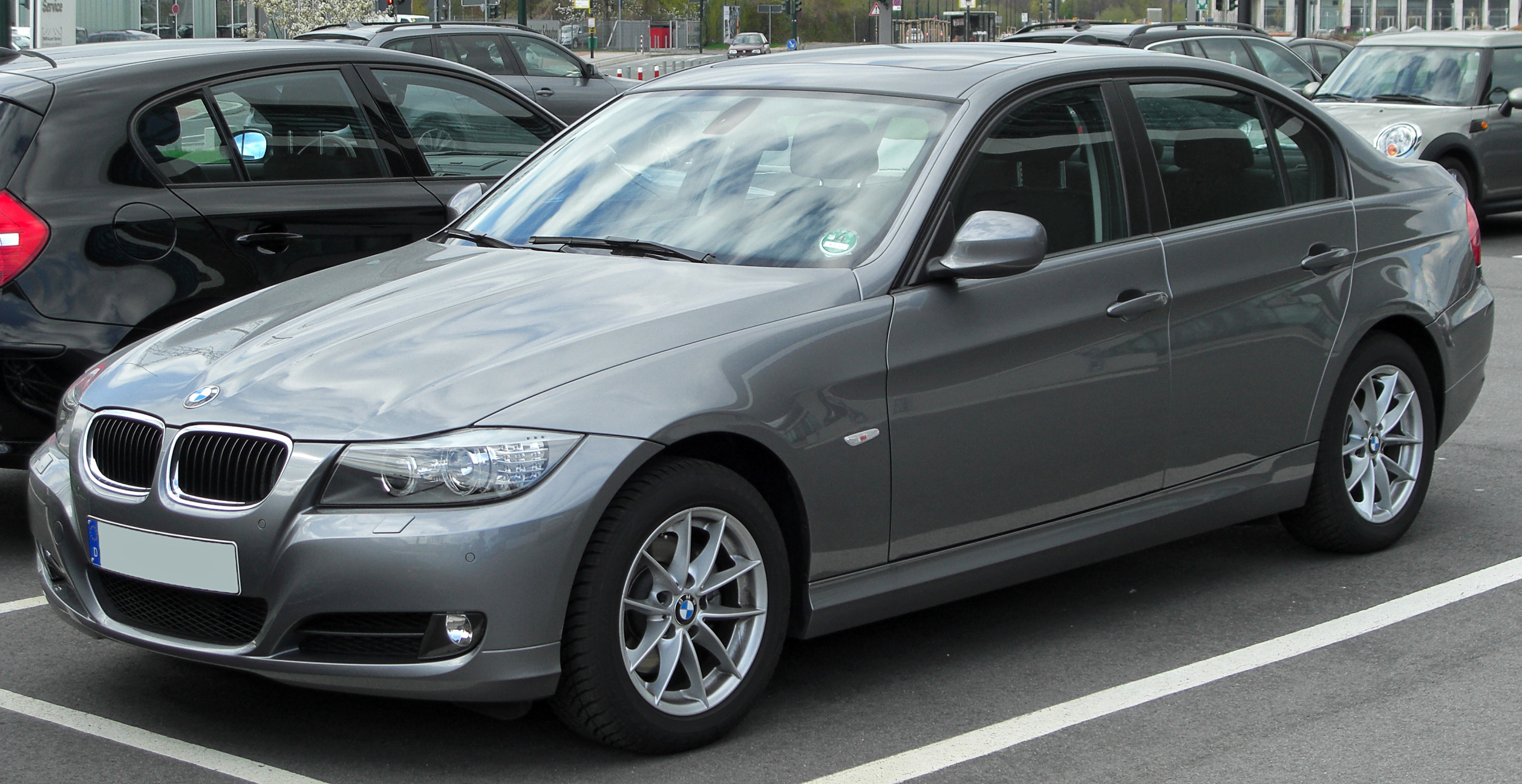
Vista di una E90 dopo il restyling del settembre 2008

Il 2011 è praticamente l'anno in cui la E90 si appresta a farsi da parte per spostare i riflettori sulla sesta generazione della Serie 3, presentata al pubblico il 14 ottobre dello stesso anno al BMW Welt, ma che però non comincerà a essere commercializzata prima del febbraio dell'anno seguente. Tornando alla gamma E90, cambiano alcuni contenuti di dettaglio, ma in sostanza la E90 non propone alcune novità nella gamma, pur rimanendo una berlina attuale ed elegante, così come anche le versioni E91, E92 ed E93. La berlina, in ogni caso, rimane in commercio fino alla fine dello stesso anno.

### Le altre varianti di carrozzeria

#### BMW E91: la Serie 3 Touring
Introdotta alla fine dell'estate del 2005, la Serie 3 Touring basata sulla berlina E90 (sigla di progetto: E91) mantenne la stessa filosofia progettuale delle giardinette BMW appartenenti alla gamma delle precedenti generazioni di Serie 3, vale a dire che ancora una volta era stato privilegiato l'aspetto dello stile e della personalità a quello della vera e propria praticità. Ne scaturiva anche in questo caso una station wagon sicuramente non in grado di confrontarsi per capienza bagagliaio con alternative quali la Passat Variant o la Mondeo Wagon (357 litri per il vano bagagli della bavarese contro una media di 550-600 litri per le grosse station di segmento D), ma che per contro riusciva a essere una riuscita soluzione per chi cercava una station dal carattere sportivo.

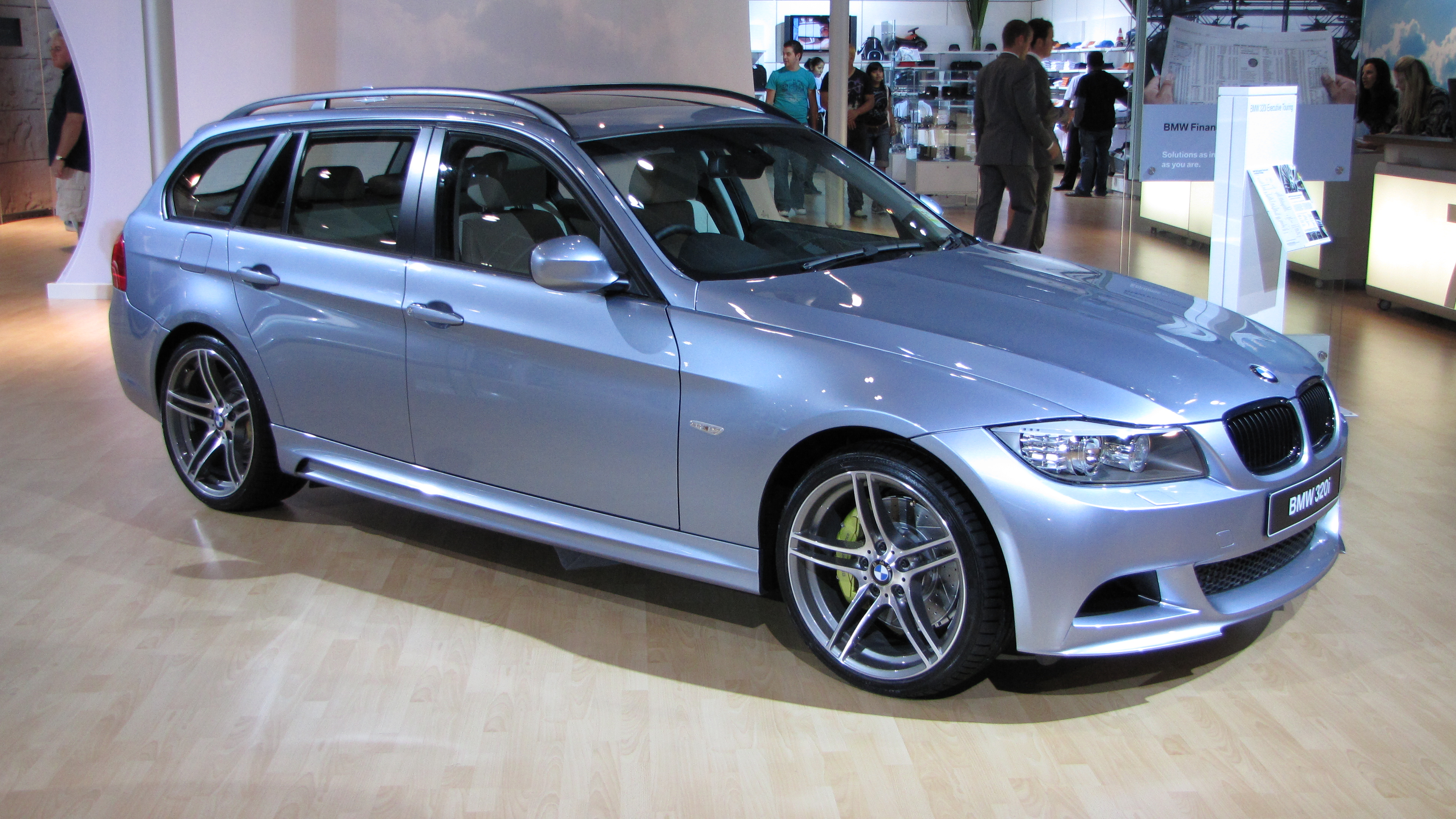
Una Serie 3 Touring E91 post-restyling con pacchetto BMW Performance

Tecnicamente, la E91 non si discostava molto dalla berlina da cui derivava, salvo per alcuni adattamenti telaistici. Al suo debutto commerciale, avvenuto il 17 settembre 2005, la nuova station wagon bavarese era proposta in cinque motorizzazioni:
- 320i Touring, con motore 2 litri da 150 CV;
- 325i Touring, con motore 2.5 litri da 218 CV;
- 330i Touring, con motore 3 litri da 258 CV;
- 320d Touring, con motore 2 litri da 163 CV;
- 330d Touring, con motore 3 litri da 231 CV.

Le versioni con motore a 6 cilindri (perciò tutte tranne 320i e 320d) erano disponibili a richiesta anche con trazione integrale.
Nel 2006 arrivarono anche i modelli 318i, 335i, 318d, 325d e 335d motoristicamente identiche alle corrispondenti versioni berlina. Grosso modo, i passi evolutivi che hanno accompagnato la E91 durante la sua carriera furono gli stessi della berlina. Non vi fu però una M3 Touring, che invece venne proposta anche con carrozzeria a 4 porte.
Nel 2008 vi è stato il restyling, analogo a quello che coinvolse la berlina. Da segnalare che nel marzo 2010, in occasione del passaggio ad alcuni nuovi motori, la Touring vide una significativa modifica estetica, col passaggio dei mancorretti sul tetto da quelli classici a quelli a forma di rotaia (definiti profili integrati), per uniformarsi al resto della gamma Bmw. Infine nell'autunno del 2011, con la presentazione della F30, la gamma della Touring non ha subito scossoni e la sua commercializzazione è prevista ancora per buona parte dell'anno seguente, fino all'estate del 2012, quando anche la giardinetta bavarese lascia il posto alla nuova generazione, siglata F31.

#### BMW E92: la Serie 3 Coupé

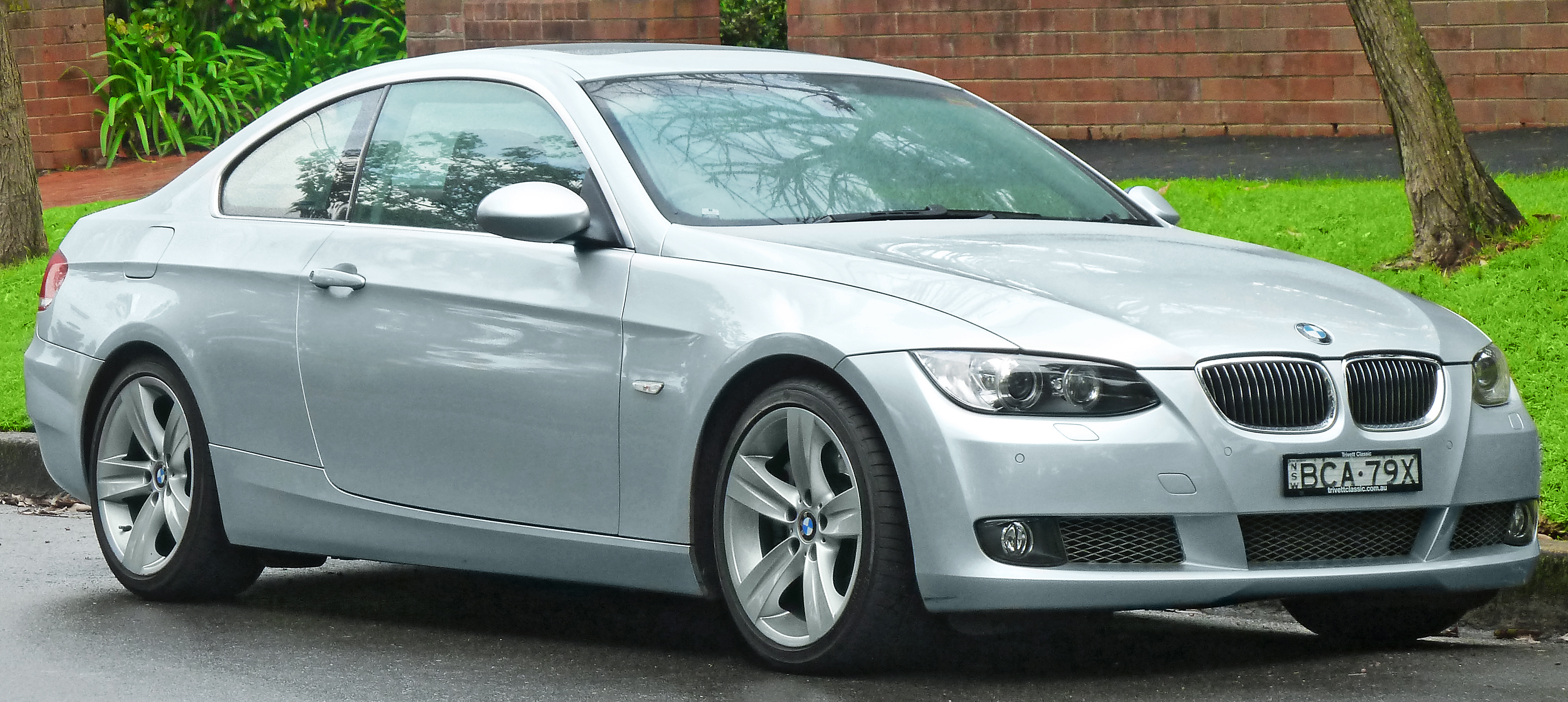
Una 335i Coupé pre-restyling

Già nella precedente generazione della Serie 3, ossia la E46, le versioni coupé e cabriolet tendevano già a distaccarsi stilisticamente dalle versioni berlina e Touring. Con le coupé e cabriolet della generazione successiva, si è assistito a un'ulteriore differenziazione stilistica tra l'uno e l'altro paio di versioni. Molto più filante di quello della già dinamica berlina, il corpo vettura della coupé, introdotta nel 2006, sfoggiava una silhouette che miscelava sapientemente eleganza e sportiva, senza propendere mai eccessivamente né da una parte né dall'altra. Il frontale, più basso e affusolato, era caratterizzato da gruppi ottici anch'essi dal disegno più profilato, quasi a goccia, ma sempre a doppio faro. Molto più affusolata anche la vista laterale, dove le superfici vetrate a forma di spicchio e la linea di cintura piuttosto alta conferiscono robustezza, eleganza e ulteriore dinamismo. Particolarmente profilata la zona posteriore della fiancata, dove trova posto un padiglione molto spiovente e raccordato con la coda. Questa era caratterizzata dai gruppi ottici dal disegno inedito. Nelle due versioni di punta provvisorie, ossia la 335i e la 335d, erano presenti due grossi terminali di scarico tondi, uno per lato, mentre le altre versioni montavano un più discreto terminale su un solo lato.
Internamente la coupé era caratterizzata dai due dispositivi porgicintura, un accorgimento dovuto alla posizione più arretrata del montante posteriore dove l'avvolgitore della cintura trovava posto. Per il resto, la coupé (o E92) riprendeva nell'abitacolo le caratteristiche delle versioni berlina e Touring.
Una leggera variazione si ebbe nel tipo di denominazione utilizzato per la nuova sportiva di Monaco, vale a dire il ritorno alla denominazione Coupé pura e semplice (nella precedente generazione si utilizzava la sigla Ci).
Al suo debutto, la nuova Serie 3 Coupé era proposta in cinque motorizzazioni e sette versioni:
- 325i Coupé, con motore da 2497 cm³ e 218 CV;
- 325xi Coupé, come la precedente ma con trazione integrale;
- 330i Coupé, con motore da 2996 cm³ e 272 CV;
- 330xi Coupé, come la 330i ma con trazione integrale;
- 335i Coupé, con motore da 2979 cm³ con doppia sovralimentazione e potenza massima di 306 CV;
- 330d Coupé, con motore turbodiesel common rail da 2993 cm³ e 231 CV;
- 330xd Coupé, come la 330d ma con trazione integrale;
- 335d Coupé, con motore bi-turbodiesel common rail da 2993 cm³ e 286 CV.

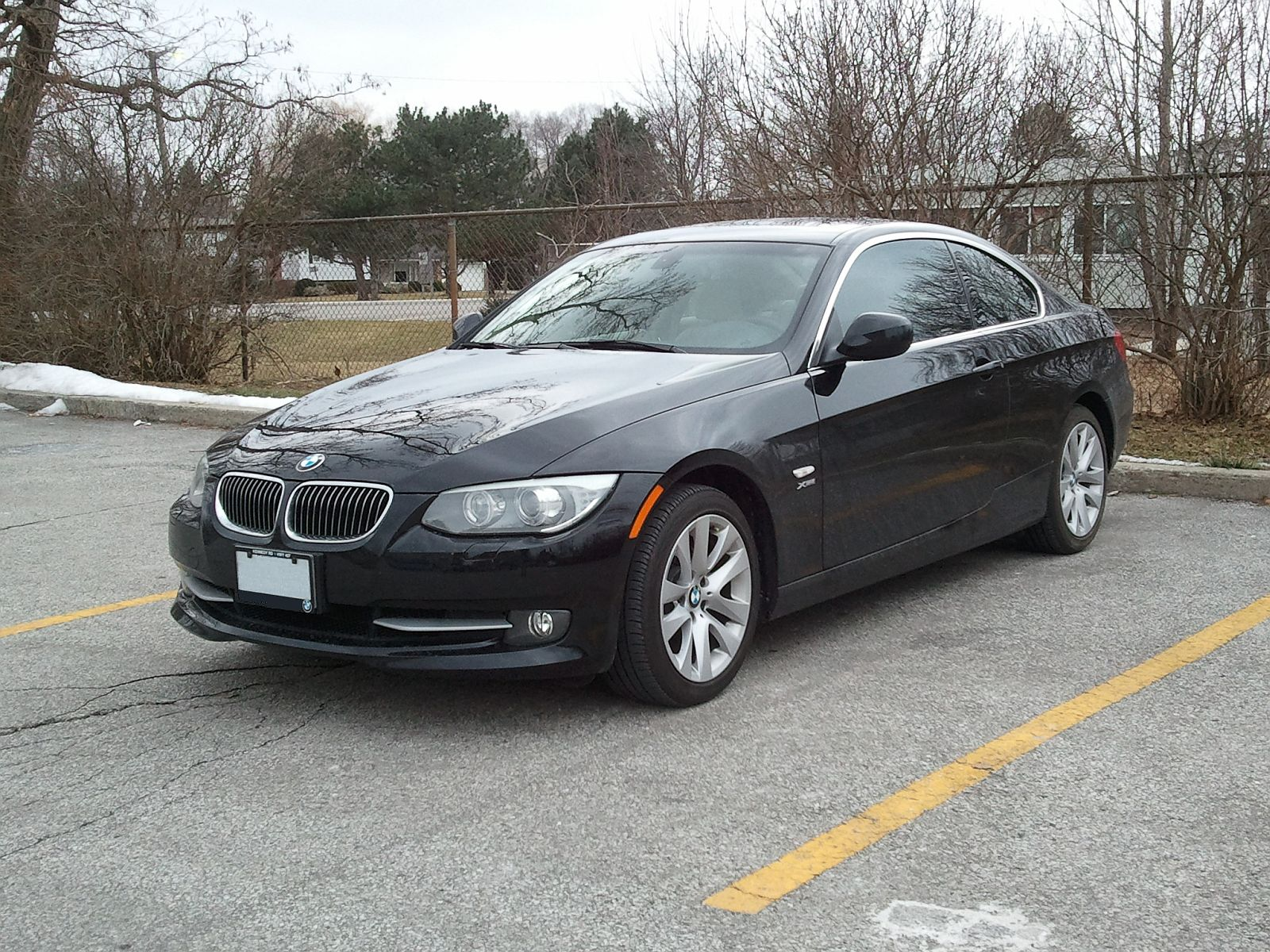
Una E92 dopo il restyling del 2010

I nuovi motori introdotti con l'ingresso nel mercato della coupé erano l'unità N54 a benzina, che sancisce il ritorno del turbo benzina in una BMW di serie, e il bi-turbodiesel M57 anch'esso con doppia sovralimentazione e prestazioni da sportiva. Inoltre, la trazione integrale fa il suo debutto su una BMW con carrozzeria coupé.
Nel 2007 fecero il loro ingresso nella gamma due modelli meno potenti, ossia la 320i Coupé da 170 CV e la 320d Coupé da 177 CV, e un modello completamente diverso dai primi due, ossia la nuova M3 con motore V8 da 420 CV. Contemporaneamente la 325i passò dal motore da 2,5 litri a uno da 3 litri, simile a quello della 330i ma depotenziato a 218 CV.
Sempre nel 2007 venne anche introdotta la 335xi Coupé, motoristicamente identica alle altre 335i, ma con trazione integrale.
Nel 2008, invece, debuttò la trazione integrale xDrive, che venne applicata anche alla 320d Coupé, dando luogo alla 320d xDrive Coupé, mentre fece il suo ingresso in gamma la 325d Coupé con motore da 197 CV.
Nessuna novità di rilievo nel 2009, mentre nel 2010 arrivò il restyling anche per le coupé e cabriolet. L'aggiornamento estetico interessò gruppi ottici (anteriori e posteriori) e calandra, leggermente ridisegnati, mentre quello meccanico coinvolse in particolar modo alcuni motori tra cui il 3 litri biturbo, che ora era a singolo turbocompressore, ma con potenza invariata.
Aggiornamenti di dettaglio per la gamma 2011: la presentazione della nuova berlina F30 nell'ottobre dello stesso anno non ha scalfito la gamma E92, poiché resisterà per oltre due anni, fino al 2013, anno in cui verrà lanciata la Serie 4 Coupé che prenderà il posto della E92.

#### BMW E93: la Serie 3 Cabriolet

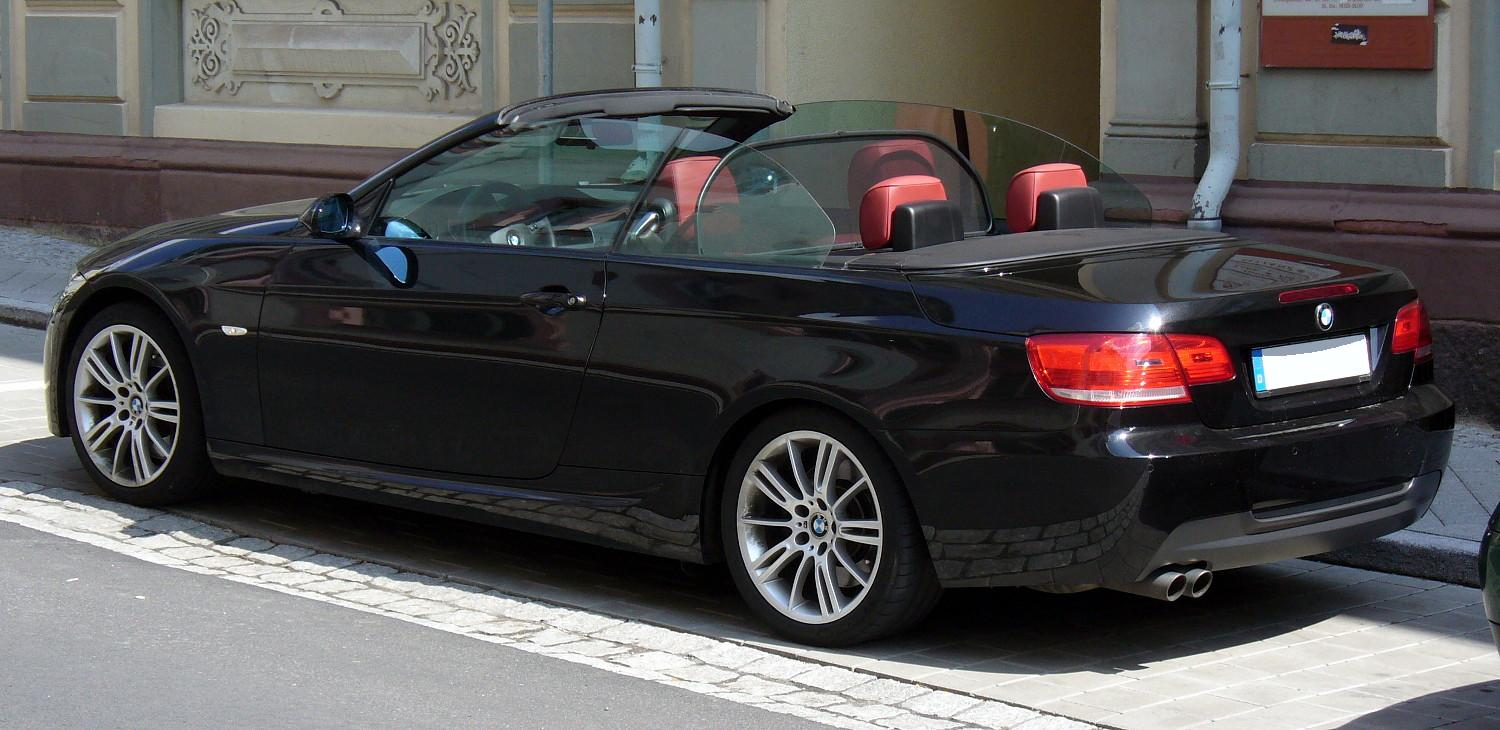
Una E93 in configurazione aperta

Introdotta nella primavera del 2007, la E93 fu l'ultima delle varianti basate sulla quinta generazione della Serie 3. La prima e più evidente novità introdotta con la nuova convertibile tedesca fu il tetto ripiegabile in metallo, una vera novità per la Casa di Monaco. Con la nuova cabriolet BMW divenne quindi possibile avere una vettura dalla doppia personalità, anche se comunque veniva considerata una cabriolet a tutti gli effetti. A tetto chiuso si può comunque distinguere chiaramente la normale coupé E92 dalla E93 vera e propria, sia per il differente disegno del padiglione, sia per altri piccoli dettagli nella zona del montante posteriore. Internamente, una delle più evidenti differenze con la coupé (della quale venivano ripresi molti più componenti rispetto a berlina e Touring) stava nella differente disposizione dell'avvolgitore della cintura, dovuta alla mancanza di un montante centrale fisso. Si trattava quindi di una differenza marginale che tradiva il fatto che la cabriolet si basava prima di tutto sulla coupé stessa.
Al suo debutto, la cabriolet fu disponibile in cinque motorizzazioni: si partiva dal 2 litri da 170 CV (320i Cabrio) per arrivare al 3 litri biturbo da 306 CV (335i Cabrio), passando per il 3 litri da 218 CV (325i Cabrio) e da 272 CV (330i Cabrio); era presente anche una motorizzazione a gasolio 3 litri turbodiesel da 231 CV (330d Cabrio).
Durante la sua carriera, la E93 ha seguito grosso modo le stesse tappe evolutive della coupé, compresa l'introduzione di una versione supersportiva, la M3 Cabriolet con motore da 420 CV. Nel corso del 2007 arrivò anche la 325d Cabrio con motore da 3 litri e 197 CV.
Nel 2008 venne invece introdotta la 320d Cabrio con motore da 177 CV, mentre con il restyling del 2010 si ebbero gli stessi aggiornamenti stilistici e di meccanica che accompagnarono anche la coupé (320d da 177 a 184 CV, 325d da 197 a 204 CV e 330d da 231 a 245 CV). Non sono mai esistite Cabrio con trazione integrale.
La produzione della Cabrio è proseguita anche dopo l'avvento della F30 e della coupé della Serie 4, ed è prevista almeno fino alla fine del 2013, con la commercializzazione che si protrarrà fino ai primi mesi dell'anno seguente.

### Riepilogo caratteristiche
| Modello | Carrozzeria | Motore       | Cilindrata cm³ | Alimentazione                 | Potenza CV/rpm | Coppia Nm/rpm  | Trazione | Cambio/ N° marce | Massa a vuoto (kg) | Velocità max | Acceler. 0–100 km/h | Consumo (l/100 km) | Emissioni CO2 (g/km) | Anni di produzione |
| Versioni a benzina                                                                                             |             |              |                |                               |                |                |          |                  |                    |              |                     |                    |                      |                    |
| 316i1 | berlina     | N45B16       | 1599           | Iniezione elettronica         | 122/6000       | 160/4250       | P        | M/6              | 1.350              | 210          | 10"8                | 5.9                | 142                  | 2007-12            |
| 316i1 | Touring     | N45B16       | 1599           | Iniezione elettronica         | 122/6000       | 160/4250       | P        | M/6              | 1.420              | 205          | 11"1                | 6.1                | 146                  | 2007-12            |
| 318i | berlina     | N46B20       | 1995           | Iniezione elettronica         | 129/5750       | 180/3250       | P        | M/6              | 1.360              | 208          | 10"                 | 7.3                | 175                  | 2005-07            |
| 318i | berlina     | N43B20       | 1995           | Iniezione elettronica         | 143/6000       | 190/4250       | P        | M/6              | 1.360              | 210          | 9"1                 | 5.9                | 142                  | 2007-12            |
| 318i | Touring     | N46B20       | 1995           | Iniezione elettronica         | 129/5750       | 180/3250       | P        | M/6              | 1.430              | 206          | 10"4                | 7.6                | 182                  | 2006-07            |
| 318i | Touring     | N43B20       | 1995           | Iniezione elettronica         | 143/6000       | 190/4250       | P        | M/6              | 1.430              | 210          | 9"5                 | 6                  | 144                  | 2007-12            |
| 320i | berlina     | N46B20       | 1995           | Iniezione elettronica         | 150/6200       | 200/3600       | P        | M/6              | 1.320              | 220          | 9"                  | 7.4                | 178                  | 2005-07            |
| 320i | berlina     | N43B20       | 1995           | Iniezione elettronica         | 170/6700       | 210/4250       | P        | M/6              | 1.370              | 228          | 8"2                 | 6.1                | 146                  | 2007-12            |
| 320i | Touring     | N46B20       | 1995           | Iniezione elettronica         | 150/6200       | 200/3600       | P        | M/6              | 1.430              | 218          | 9"4                 | 7.6                | 182                  | 2005-07            |
| 320i | Touring     | N43B20       | 1995           | Iniezione elettronica         | 170/6700       | 210/4250       | P        | M/6              | 1.430              | 226          | 8"4                 | 6.2                | 148                  | 2007-12            |
| 320i | Coupé       | N43B20       | 1995           | Iniezione elettronica         | 170/6700       | 210/4250       | P        | M/6              | 1.360              | 230          | 8"1                 | 6.3                | 151                  | 2007-13            |
| 320i | Cabrio      | N43B20       | 1995           | Iniezione elettronica         | 170/6700       | 210/4250       | P        | M/6              | 1.595              | 228          | 9"1                 | 6.6                | 157                  | 2007-13            |
| 320si2 | berlina     | N45B20S      | 1997           | Iniezione elettronica         | 173/7000       | 200/4250       | P        | M/6              | 1.425              | 225          | 8"1                 | 8.9                | -                    | 2006-07            |
| 325i | berlina     | N52B25       | 2497           | Iniezione elettronica         | 218/6500       | 250/ 2750-4250 | P        | M/6              | 1.415              | 245          | 7"                  | 8.4                | 203                  | 2005-07            |
| 325i | berlina     | N53B30       | 2996           | Iniezione elettronica         | 218/6100       | 270/ 2400-4200 | P        | M/6              | 1.430              | 250          | 6"7                 | 7.1                | 170                  | 2007-12            |
| 325i | Touring     | N52B25       | 2497           | Iniezione elettronica         | 218/6500       | 250/ 2750-4250 | P        | M/6              | 1.470              | 243          | 7"2                 | 8.6                | 208                  | 2005-07            |
| 325i | Touring     | N53B30       | 2996           | Iniezione elettronica         | 218/6100       | 270/ 2400-4200 | P        | M/6              | 1.490              | 248          | 6"9                 | 7.2                | 173                  | 2007-12            |
| 325i | Coupé       | N52B25       | 2497           | Iniezione elettronica         | 218/6500       | 250/ 2750-4250 | P        | M/6              | 1.420              | 247          | 6"9                 | 8.4                | 203                  | 2006-07            |
| 325i | Coupé       | N53B30       | 2996           | Iniezione elettronica         | 218/6100       | 270/ 2400-4200 | P        | M/6              | 1.420              | 250          | 6"6                 | 7.1                | 170                  | 2007-13            |
| 325i | Cabrio      | N53B30       | 2996           | Iniezione elettronica         | 218/6100       | 270/ 2400-4200 | P        | M/6              | 1.655              | 245          | 7"6                 | 7.6                | 181                  | 2007-13            |
| 325xi | berlina     | N52B25       | 2497           | Iniezione elettronica         | 218/6500       | 250/ 2750-4250 | I        | M/6              | 1.540              | 242          | 7"5                 | 9.2                | 221                  | 2005-07            |
| 325xi | berlina     | N53B30       | 2996           | Iniezione elettronica         | 218/6100       | 270/ 2400-4200 | I        | M/6              | 1.540              | 244          | 7"3                 | 7.9                | 189                  | 2007-08            |
| 325xi | Touring     | N52B25       | 2497           | Iniezione elettronica         | 218/6500       | 250/ 2750-4250 | I        | M/6              | 1.600              | 240          | 7"7                 | 9.4                | 226                  | 2005-07            |
| 325xi | Touring     | N53B30       | 2996           | Iniezione elettronica         | 218/6100       | 270/ 2400-4200 | I        | M/6              | 1.640              | 242          | 7"7                 | 8                  | 193                  | 2007-08            |
| 325xi | Coupé       | N52B25       | 2497           | Iniezione elettronica         | 218/6500       | 250/ 2750-4250 | I        | M/6              | 1.530              | 244          | 7"4                 | 9.2                | 221                  | 2006-07            |
| 325xi | Coupé       | N53B30       | 2996           | Iniezione elettronica         | 218/6100       | 270/ 2400-4200 | I        | M/6              | 1.530              | 246          | 7"2                 | 7.9                | 189                  | 2007-08            |
| 325i xDrive | berlina     | N53B30       | 2996           | Iniezione elettronica         | 218/6100       | 270/ 2400-4200 | I        | M/6              | 1.540              | 244          | 7"3                 | 7.9                | 189                  | 2008-12            |
| 325i xDrive | Touring     | N53B30       | 2996           | Iniezione elettronica         | 218/6100       | 270/ 2400-4200 | I        | M/6              | 1.640              | 242          | 7"7                 | 8                  | 193                  | 2008-12            |
| 325i xDrive | Coupé       | N53B30       | 2996           | Iniezione elettronica         | 218/6100       | 270/ 2400-4200 | I        | M/6              | 1.530              | 246          | 7"2                 | 7.9                | 189                  | 2008-13            |
| 330i | berlina     | N52B30       | 2996           | Iniezione elettronica         | 258/6600       | 300/ 2500-4000 | P        | M/6              | 1.450              | 250          | 6"3                 | 8.7                | 210                  | 2005-07            |
| 330i | berlina     | N53B30       | 2996           | Iniezione elettronica         | 272/6700       | 320/ 2750-3000 | P        | M/6              | 1.470              | 250          | 6"                  | 7.2                | 173                  | 2007-12            |
| 330i | Touring     | N52B30       | 2996           | Iniezione elettronica         | 258/6600       | 300/ 2500-4000 | P        | M/6              | 1.530              | 250          | 6"4                 | 8.9                | 214                  | 2005-07            |
| 330i | Touring     | N53B30       | 2996           | Iniezione elettronica         | 272/6700       | 320/ 2750-3000 | P        | M/6              | 1.540              | 250          | 6"2                 | 7.3                | 175                  | 2007-12            |
| 330i | Coupé       | N53B30       | 2996           | Iniezione elettronica         | 272/6700       | 320/ 2750-3000 | P        | M/6              | 1.470              | 250          | 6.1                 | 8.8                | 212                  | 2006-13            |
| 330i | Cabrio      | N53B30       | 2996           | Iniezione elettronica         | 272/6700       | 320/ 2750-3000 | P        | M/6              | 1.705              | 250          | 6"5                 | 7.7                | 185                  | 2007-13            |
| 330xi | berlina     | N52B30       | 2996           | Iniezione elettronica         | 258/6600       | 300/ 2500-4000 | I        | M/6              | 1.580              | 250          | 6"4                 | 9.6                | 230                  | 2005-07            |
| 330xi | berlina     | N53B30       | 2996           | Iniezione elettronica         | 272/6700       | 320/ 2750-3000 | I        | M/6              | 1.580              | 250          | 6"2                 | 8                  | 193                  | 2007-08            |
| 330xi | Touring     | N52B30       | 2996           | Iniezione elettronica         | 258/6600       | 300/ 2500-4000 | I        | M/6              | 1.640              | 250          | 6"6                 | 9.8                | 235                  | 2005-07            |
| 330xi | Touring     | N53B30       | 2996           | Iniezione elettronica         | 272/6700       | 320/ 2750-3000 | I        | M/6              | 1.640              | 250          | 6"4                 | 8.1                | 194                  | 2007-08            |
| 330xi | Coupé       | N53B30       | 2996           | Iniezione elettronica         | 272/6700       | 320/ 2750-3000 | I        | M/6              | 1.570              | 250          | 6"2                 | 9.6                | 230                  | 2006-08            |
| 330i xDrive | berlina     | N53B30       | 2996           | Iniezione elettronica         | 272/6700       | 320/ 2750-3000 | I        | M/6              | 1.580              | 250          | 6"2                 | 8                  | 193                  | 2008-12            |
| 330i xDrive | Touring     | N53B30       | 2996           | Iniezione elettronica         | 272/6700       | 320/ 2750-3000 | I        | M/6              | 1.640              | 250          | 6"4                 | 8.1                | 194                  | 2008-12            |
| 330i xDrive | Coupé       | N53B30       | 2996           | Iniezione elettronica         | 272/6700       | 320/ 2750-3000 | I        | M/6              | 1.570              | 250          | 6"1                 | 8                  | 193                  | 2008-13            |
| 335i | berlina     | N54B30       | 2979           | Biturbo iniezione elett.      | 306/5800       | 400/ 1300-5000 | P        | M/6              | 1.535              | 250          | 5"6                 | 9.6                | 231                  | 2006-10            |
| 335i | berlina     | N55B30       | 2979           | Turbo iniezione elett.        | 306/5800       | 400/ 1200-5000 | P        | M/6              | 1.535              | 250          | 5"6                 | 8.5                | 196                  | 2010-12            |
| 335i | Touring     | N54B30       | 2979           | Biturbo iniezione elett.      | 306/5800       | 400/ 1300-5000 | P        | M/6              | 1.615              | 250          | 5"7                 | 9.8                | 235                  | 2006-10            |
| 335i | Touring     | N55B30       | 2979           | Turbo iniezione elett.        | 306/5800       | 400/ 1200-5000 | P        | M/6              | 1.595              | 250          | 5"7                 | 8.5                | 199                  | 2010-12            |
| 335i | Coupé       | N54B30       | 2979           | Biturbo iniezione elett.      | 306/5800       | 400/ 1300-5000 | P        | M/6              | 1.525              | 250          | 5"5                 | 9.5                | 228                  | 2006-10            |
| 335i | Coupé       | N55B30       | 2979           | Turbo iniezione elett.        | 306/5800       | 400/ 1200-5000 | P        | M/6              | 1.525              | 250          | 5"5                 | 8.5                | 196                  | 2010-13            |
| 335i | Cabrio      | N54B30       | 2979           | Biturbo iniezione elett.      | 306/5800       | 400/ 1300-5000 | P        | M/6              | 1.735              | 250          | 5"8                 | 9.5                | 226                  | 2007-10            |
| 335i | Cabrio      | N55B30       | 2979           | Turbo iniezione elett.        | 306/5800       | 400/ 1200-5000 | P        | M/6              | 1.735              | 250          | 5"8                 | 8.8                | 205                  | 2010-13            |
| 335xi | berlina     | N54B30       | 2979           | Biturbo iniezione elettronica | 306/5800       | 400/ 1300-5000 | I        | M/6              | 1.645              | 250          | 5"5                 | 9.7                | 232                  | 2007-08            |
| 335xi | Touring     | N54B30       | 2979           | Biturbo iniezione elettronica | 306/5800       | 400/ 1300-5000 | I        | M/6              | 1.715              | 250          | 5"6                 | 9.8                | 235                  | 2007-08            |
| 335xi | Coupé       | N54B30       | 2979           | Biturbo iniezione elettronica | 306/5800       | 400/ 1300-5000 | I        | M/6              | 1.605              | 250          | 5"4                 | 9.7                | 232                  | 2007-08            |
| 335i xDrive | berlina     | N54B30       | 2979           | Biturbo Iniezione elett.      | 306/5800       | 400/ 1300-5000 | I        | M/6              | 1.645              | 250          | 5"6                 | 9.7                | 232                  | 2008-10            |
| 335i xDrive | berlina     | N55B30       | 2979           | Turbo Iniezione elett.        | 306/5800       | 400/ 1200-5000 | I        | M/6              | 1.615              | 250          | 5"4                 | 8.8                | 205                  | 2010-12            |
| 335i xDrive | Touring     | N54B30       | 2979           | Biturbo Iniezione elett.      | 306/5800       | 400/ 1300-5000 | I        | M/6              | 1.715              | 250          | 5"6                 | 9.8                | 235                  | 2008-10            |
| 335i xDrive | Touring     | N55B30       | 2979           | Turbo Iniezione elett.        | 306/5800       | 400/ 1200-5000 | I        | M/6              | 1.660              | 250          | 5"5                 | 8.8                | 206                  | 2010-12            |
| 335i xDrive | Coupé       | N54B30       | 2979           | Biturbo Iniezione elett.      | 306/5800       | 400/ 1200-5000 | I        | M/6              | 1.525              | 250          | 5"4                 | 9.7                | 232                  | 2008-10            |
| 335i xDrive | Coupé       | N55B30       | 2979           | Turbo Iniezione elett.        | 306/5800       | 400/ 1200-5000 | I        | M/6              | 1.605              | 250          | 5"3                 | 8.8                | 205                  | 2010-13            |
| M3 | berlina     | S65B40       | 3999           | Iniezione elettronica         | 420/8300       | 400/3900       | P        | M/6              | 1.605              | 250          | 4"9                 | 12.4               | 295                  | 2008-12            |
| M3 | Coupé       | S65B40       | 3999           | Iniezione elettronica         | 420/8300       | 400/3900       | P        | M/6              | 1.580              | 250          | 4"8                 | 12.4               | 295                  | 2007-13            |
| M3 | Cabrio      | S65B40       | 3999           | Iniezione elettronica         | 420/8300       | 400/3900       | P        | M/6              | 1.705              | 250          | 5"3                 | 12.9               | 309                  | 2008-13            |
| Versioni a gasolio                                                                                             |             |              |                |                               |                |                |          |                  |                    |              |                     |                    |                      |                    |
| 316d | berlina     | N47D20       | 1995           | Turbodiesel common rail       | 116/4000       | 260/ 1750-2500 | P        | M/6              | 1.400              | 202          | 10"9                | 4.5                | 118                  | 2009-12            |
| 316d | Touring     | N47D20       | 1995           | Turbodiesel common rail       | 116/4000       | 260/ 1750-2500 | P        | M/6              | 1.475              | 200          | 11"2                | 4.5                | 119                  | 2009-12            |
| 318d | berlina     | M47TÜ2D20    | 1995           | Turbodiesel common rail       | 122/4000       | 280/ 1750-2500 | P        | M/6              | 1.430              | 206          | 10"6                | 5.6                | 150                  | 2005-07            |
| 318d | berlina     | N47D20       | 1995           | Turbodiesel common rail       | 143/4000       | 300/ 1750-2500 | P        | M/6              | 1.430              | 210          | 9"3                 | 4.7                | 123                  | 2007-10            |
| 318d | berlina     | N47D20       | 1995           | Turbodiesel common rail       | 143/4000       | 320/ 1750-2500 | P        | M/6              | 1.415              | 210          | 9"1                 | 4.5                | 119                  | 2010-12            |
| 318d | Touring     | M47TÜ2D20    | 1995           | Turbodiesel common rail       | 122/4000       | 280/ 1750-2500 | P        | M/6              | 1.505              | 204          | 11"                 | 5.8                | 155                  | 2006-07            |
| 318d | Touring     | N47D20       | 1995           | Turbodiesel common rail       | 143/4000       | 300/ 1750-2500 | P        | M/6              | 1.505              | 210          | 9"6                 | 4.8                | 125                  | 2007-10            |
| 318d | Touring     | N47D20       | 1995           | Turbodiesel common rail       | 143/4000       | 320/ 1750-2500 | P        | M/6              | 1.490              | 210          | 9"4                 | 4.5                | 120                  | 2010-12            |
| 320d EfficientDynamics                                                                                         | berlina     | N47D20       | 1995           | Turbodiesel common rail       | 163/ 3250-4200 | 380/ 1900-2750 | P        | M/6              | 1.420              | 228          | 8"                  | 4.1                | 109                  | 2010-12            |
| 320d EfficientDynamics                                                                                         | Touring     | N47D20       | 1995           | Turbodiesel common rail       | 163/ 3250-4200 | 380/ 1900-2750 | P        | M/6              | 1.505              | 223          | 8"3                 | 4.3                | 114                  | 2010-12            |
| 320d | berlina     | M47TÜ2D20    | 1995           | Turbodiesel common rail       | 163/4000       | 340/ 2000-2750 | P        | M/6              | 1.415              | 225          | 8"3                 | 5.7                | 153                  | 2005-07            |
| 320d | berlina     | N47D20       | 1995           | Turbodiesel common rail       | 177/4000       | 350/ 1750-3000 | P        | M/6              | 1.430              | 230          | 7"9                 | 4.8                | 128                  | 2007-10            |
| 320d | berlina     | N47D20       | 1995           | Turbodiesel common rail       | 184/4000       | 380/ 1750-2750 | P        | M/6              | 1.415              | 235          | 7"5                 | 4.7                | 125                  | 2010-12            |
| 320d | Touring     | M47TÜ2D20    | 1995           | Turbodiesel common rail       | 163/4000       | 340/ 2000-2750 | P        | M/6              | 1.505              | 223          | 8"6                 | 5.9                | 158                  | 2005-07            |
| 320d | Touring     | N47D20       | 1995           | Turbodiesel common rail       | 177/4000       | 350/ 1750-3000 | P        | M/6              | 1.505              | 228          | 8"1                 | 4.9                | 131                  | 2007-10            |
| 320d | Touring     | N47D20       | 1995           | Turbodiesel common rail       | 184/4000       | 380/ 1750-2750 | P        | M/6              | 1.505              | 233          | 7"7                 | 4.9                | 128                  | 2010-12            |
| 320d | Coupé       | N47D20       | 1995           | Turbodiesel common rail       | 177/4000       | 350/ 1750-3000 | P        | M/6              | 1.420              | 232          | 7"9                 | 4.8                | 128                  | 2007-10            |
| 320d | Coupé       | N47D20       | 1995           | Turbodiesel common rail       | 184/4000       | 380/ 1750-2750 | P        | M/6              | 1.420              | 237          | 7"5                 | 4.9                | 125                  | 2010-13            |
| 320d | Cabrio      | N47D20       | 1995           | Turbodiesel common rail       | 177/4000       | 350/ 1750-3000 | P        | M/6              | 1.575              | 232          | 7"9                 | 5.2                | 130                  | 2008-10            |
| 320d | Cabrio      | N47D20       | 1995           | Turbodiesel common rail       | 184/4000       | 380/ 1750-2750 | P        | M/6              | 1.580              | 228          | 8"3                 | 5.1                | 135                  | 2010-13            |
| 320d xDrive | berlina     | N47D20       | 1995           | Turbodiesel common rail       | 177/4000       | 350/ 1750-3000 | I        | M/6              | 1.520              | 224          | 8"2                 | 5.4                | 143                  | 2008-10            |
| 320d xDrive | berlina     | N47D20       | 1995           | Turbodiesel common rail       | 184/4000       | 380/ 1750-2750 | I        | M/6              | 1.525              | 230          | 7"9                 | 5.2                | 137                  | 2010-12            |
| 320d xDrive | Touring     | N47D20       | 1995           | Turbodiesel common rail       | 177/4000       | 350/ 1750-3000 | I        | M/6              | 1.610              | 222          | 8"5                 | 5.6                | 130                  | 2008-10            |
| 320d xDrive | Touring     | N47D20       | 1995           | Turbodiesel common rail       | 184/4000       | 380/ 1750-2750 | I        | M/6              | 1.610              | 228          | 8"2                 | 5.3                | 140                  | 2010-12            |
| 320d xDrive | Coupé       | N47D20       | 1995           | Turbodiesel common rail       | 177/4000       | 350/ 1750-3000 | I        | M/6              | 1.520              | 232          | 7"9                 | 5.6                | 140                  | 2008-10            |
| 320d xDrive | Coupé       | N47D20       | 1995           | Turbodiesel common rail       | 184/4000       | 380/ 1750-2750 | I        | M/6              | 1.515              | 232          | 7"8                 | 5.2                | 137                  | 2010-13            |
| 325d | berlina     | M57TÜ2D30    | 2993           | Turbodiesel common rail       | 197/4000       | 400/ 1300-3250 | P        | M/6              | 1.525              | 235          | 7"4                 | 5.9                | 155                  | 2006-10            |
| 325d | berlina     | N57D30UL     | 2993           | Turbodiesel common rail       | 204/3750       | 430/ 1750-2500 | P        | M/6              | 1.525              | 242          | 7"                  | 5.8                | 151                  | 2010-12            |
| 325d | Touring     | M57TÜ2D30    | 2993           | Turbodiesel common rail       | 197/4000       | 400/ 1300-3250 | P        | M/6              | 1.590              | 233          | 7"6                 | 6.6                | 176                  | 2006-10            |
| 325d | Touring     | N57D30UL     | 2993           | Turbodiesel common rail       | 204/3750       | 430/ 1750-2500 | P        | M/6              | 1.590              | 240          | 7"2                 | 5.9                | 153                  | 2010-12            |
| 325d | Coupé       | M57TÜ2D30    | 2993           | Turbodiesel common rail       | 197/4000       | 400/ 1300-3250 | P        | M/6              | 1.515              | 238          | 7"3                 | 5.9                | 155                  | 2007-10            |
| 325d | Coupé       | N57D30UL     | 2993           | Turbodiesel common rail       | 204/3750       | 430/ 1750-2500 | P        | M/6              | 1.515              | 244          | 6"9                 | 5.8                | 151                  | 2010-13            |
| 325d | Cabrio      | M57TÜ2D30    | 2993           | Turbodiesel common rail       | 197/4000       | 400/ 1300-3250 | P        | M/6              | 1.740              | 235          | 7"9                 | 6.2                | 164                  | 2007-10            |
| 325d | Cabrio      | N57D30UL     | 2993           | Turbodiesel common rail       | 204/3750       | 430/ 1750-2500 | P        | M/6              | 1.740              | 238          | 7"5                 | 6.1                | 160                  | 2010-13            |
| 330d | berlina     | M57TÜ2D30    | 2993           | Turbodiesel common rail       | 231/4000       | 500/ 1750-3000 | P        | M/6              | 1.535              | 250          | 6"7                 | 6.5                | 174                  | 2005-08            |
| 330d | berlina     | N57D30OL     | 2993           | Turbodiesel common rail       | 245/4000       | 520/ 1750-3000 | P        | M/6              | 1.535              | 250          | 6"1                 | 5.7                | 152                  | 2008-12            |
| 330d | Touring     | M57TÜ2D30    | 2993           | Turbodiesel common rail       | 231/4000       | 500/ 1750-3000 | P        | M/6              | 1.600              | 248          | 6"8                 | 6.7                | 179                  | 2006-08            |
| 330d | Touring     | N57D30OL     | 2993           | Turbodiesel common rail       | 245/4000       | 520/ 1750-3000 | P        | M/6              | 1.600              | 250          | 6"2                 | 5.9                | 155                  | 2008-12            |
| 330d | Coupé       | M57TÜ2D30    | 2993           | Turbodiesel common rail       | 231/4000       | 500/ 1750-3000 | P        | M/6              | 1.525              | 250          | 6"6                 | 6.5                | 174                  | 2006-08            |
| 330d | Coupé       | N57D30OL     | 2993           | Turbodiesel common rail       | 245/4000       | 520/ 1750-3000 | P        | M/6              | 1.525              | 250          | 6"6                 | 6.1                | 160                  | 2008-13            |
| 330d | Cabrio      | M57TÜ2D30    | 2993           | Turbodiesel common rail       | 231/4000       | 500/ 1750-3000 | P        | M/6              | 1.750              | 245          | 7"                  | 6.5                | 170                  | 2007-09            |
| 330d | Cabrio      | N57D30OL     | 2993           | Turbodiesel common rail       | 245/4000       | 520/ 1750-3000 | P        | M/6              | 1.750              | 250          | 6"4                 | 6.1                | 162                  | 2009-13            |
| 330xd | berlina     | M57TÜ2D30    | 2993           | Turbodiesel common rail       | 231/4000       | 500/ 1750-3000 | I        | M/6              | 1.635              | 250          | 6"6                 | 6.2                | 192                  | 2005-08            |
| 330xd | Touring     | M57TÜ2D30    | 2993           | Turbodiesel common rail       | 231/4000       | 500/ 1750-3000 | I        | M/6              | 1.700              | 238          | 6"7                 | 7.4                | 197                  | 2005-08            |
| 330xd | Coupé       | M57TÜ2D30    | 2993           | Turbodiesel common rail       | 231/4000       | 500/ 1750-3000 | I        | M/6              | 1.625              | 242          | 6"6                 | 6.1                | 160                  | 2006-08            |
| 330d xDrive | berlina     | N57D30OL     | 2993           | Turbodiesel common rail       | 245/4000       | 520/ 1750-3000 | I        | M/6              | 1.620              | 247          | 5"9                 | 6.5                | 171                  | 2008-12            |
| 330d xDrive | Touring     | N57D30OL     | 2993           | Turbodiesel common rail       | 245/4000       | 520/ 1750-3000 | I        | M/6              | 1.700              | 245          | 6"                  | 6.6                | 174                  | 2008-12            |
| 330d xDrive | Coupé       | N57D30OL     | 2993           | Turbodiesel common rail       | 245/4000       | 520/ 1750-3000 | I        | M/6              | 1.625              | 250          | 6"5                 | 6.8                | 178                  | 2008-13            |
| 335d | berlina     | M57TÜ2D30TOP | 2993           | Bi-turbodiesel common rail    | 286/4400       | 580/ 1750-2250 | P        | A/6              | 1.580              | 250          | 6"                  | 6.6                | 174                  | 2006-12            |
| 335d | Touring     | M57TÜ2D30TOP | 2993           | Bi-turbodiesel common rail    | 286/4400       | 580/ 1750-2250 | P        | A/6              | 1.645              | 250          | 6"1                 | 6.9                | 176                  | 2006-12            |
| 335d | Coupé       | M57TÜ2D30TOP | 2993           | Bi-turbodiesel common rail    | 286/4400       | 580/ 1750-2250 | P        | A/6              | 1.570              | 250          | 5"9                 | 6.6                | 174                  | 2006-13            |
| Note: 1Solo per i mercati dell'Austria e dei Paesi scandinavi 2Versione a tiratura limitata di 2.600 esemplari |             |              |                |                               |                |                |          |                  |                    |              |                     |                    |                      |                    |

### Le altre E90 e derivate

#### La E90 nel mondo

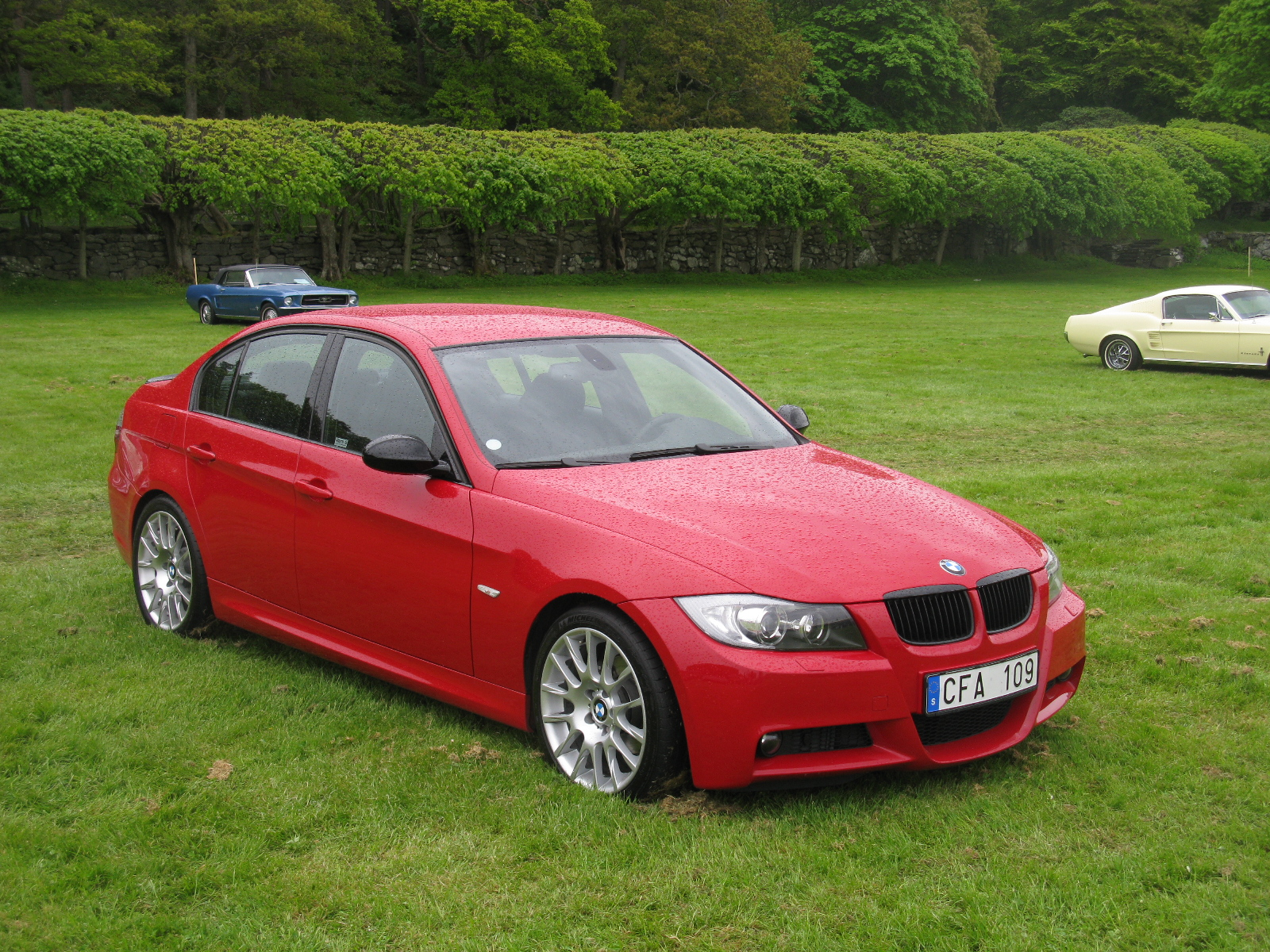
BMW 320si E90

Tra le versioni particolari vi fu la 316i prevista per Austria e Paesi scandinavi, così come la 320si prodotta in tiratura limitata e vi furono anche altre versioni previste per altri mercati. Per esempio, la 323i e la 328i, previste invece per il mercato canadese. Esse erano spinte rispettivamente dal 2.5 litri N52 e dal 3 litri N53, due unità motrici già note anche al mercato europeo, ma che in queste nuove specifiche configurazioni raggiungevano potenze di 177 e 233 CV. La versione meno potente venne introdotta già nel 2005, mentre quella più prestante arrivò solo nel 2007. Nello stesso anno, la 323i beneficiò di un incremento di potenza passando da 177 a 203 CV.
In alcuni mercati (Germania, Belgio e Paesi Bassi) era disponibile la versione Fleet edition, riservata alle flotte aziendali. Fu prodotta prima solo per la versione 320d, equipaggiata col vecchio 2 litri 150 CV che aveva già equipaggiato la E46 e ancora equipaggiava la X3, e poi, con l'avvento dell'N47, anche in versione 318d. Questa aveva 136 CV anziché 143. Solo in Belgio, la 320d da 150 CV era venduta anche al di fuori delle flotte aziendali.
Tra le altre particolarità, va poi segnalato che in alcuni mercati dell'Asia e dell'est europeo (Russia, Cina, Turchia, ecc.) le 318i e le 320i prodotte dopo il 2007 montavano ancora il motore N46 a iniezione indiretta perché più adatto alla qualità delle benzine locali.

#### Le BMW E90/91/92/93 della Alpina

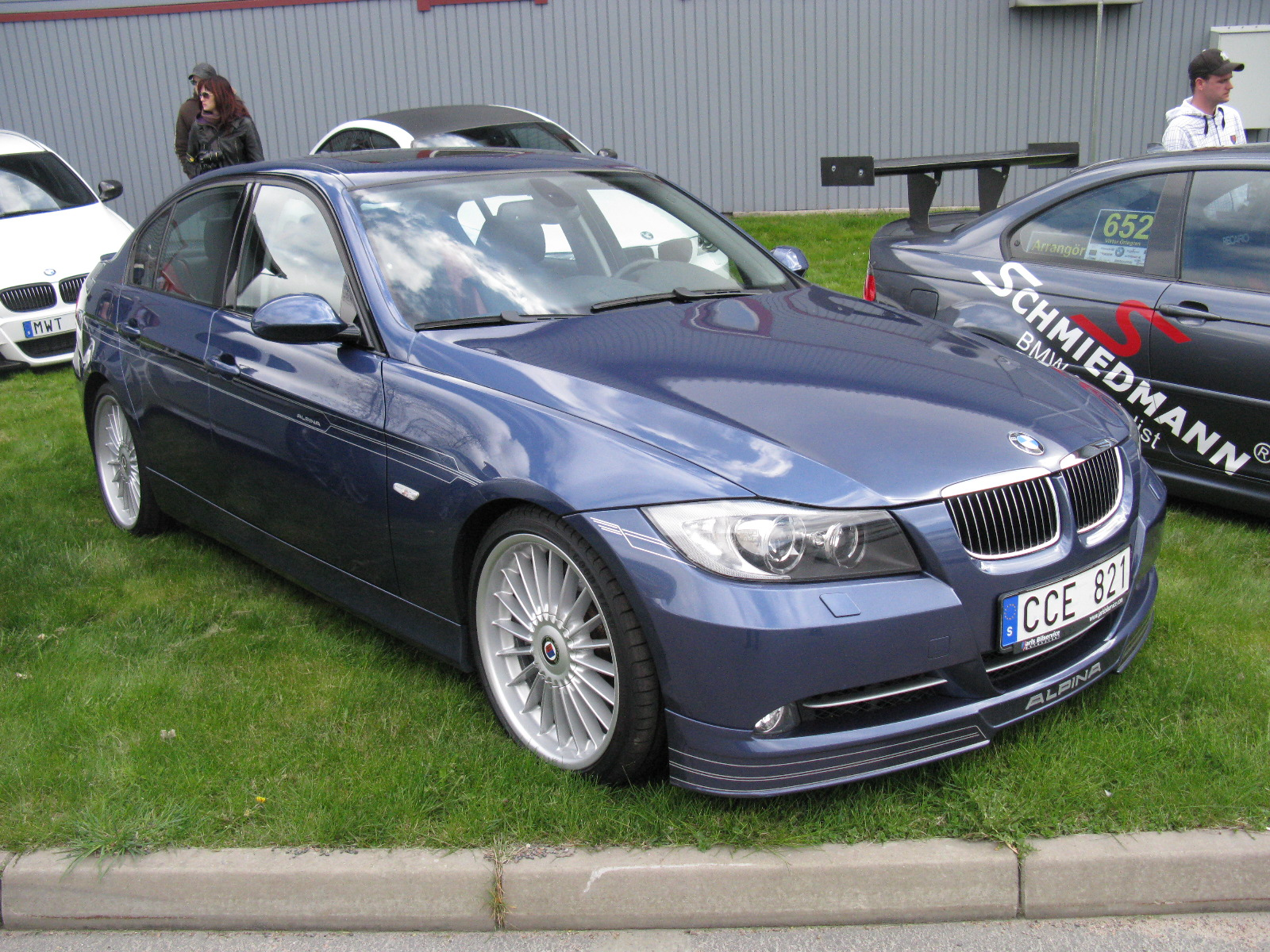
Una Alpina B3 del 2012

Sono esistiti quattro modelli prodotti dalla Alpina sulla base della gamma E90 e delle sue derivate:
- B3 Biturbo: realizzata sulla base della 335i, questa vettura fu lanciata nel marzo 2007 in occasione del Salone di Ginevra, inizialmente solo con carrozzeria berlina. Il suo motore da 3 litri con sovralimentazione bistadio venne elaborato per passare da 306 a 360 CV. A settembre la vettura fu proposta anche come cabriolet, mentre dal 2008 fu lanciata anche come coupé, ma stavolta con trazione sulle quattro ruote (B3 Biturbo Allrad). Dopo il restyling della E90 nel settembre del 2008, la trazione integrale divenne disponibile anche sulla berlina e su un'inedita versione Touring.
- B3 Biturbo S: sostituì nel 2010 la Biturbo da 360 CV. In questo caso, la potenza salì fino a 400 CV.
- D3: prodotta dal dicembre 2005 all'aprile 2008 sulla base della 320d, è stata la seconda Alpina a gasolio e la prima sulla base di una Serie 3. Il suo motore da 2 litri venne portato a 200 CV di potenza massima, per 238 km/h di velocità massima.
- D3 Biturbo: sostituì la D3 a partire dal maggio 2008. Qui il suo motore beneficiò della doppia sovralimentazione e raggiunse così 214 CV di potenza massima. Inizialmente proposta come coupé, venne in seguito estesa anche alla berlina e alla Touring.

### Attività sportiva

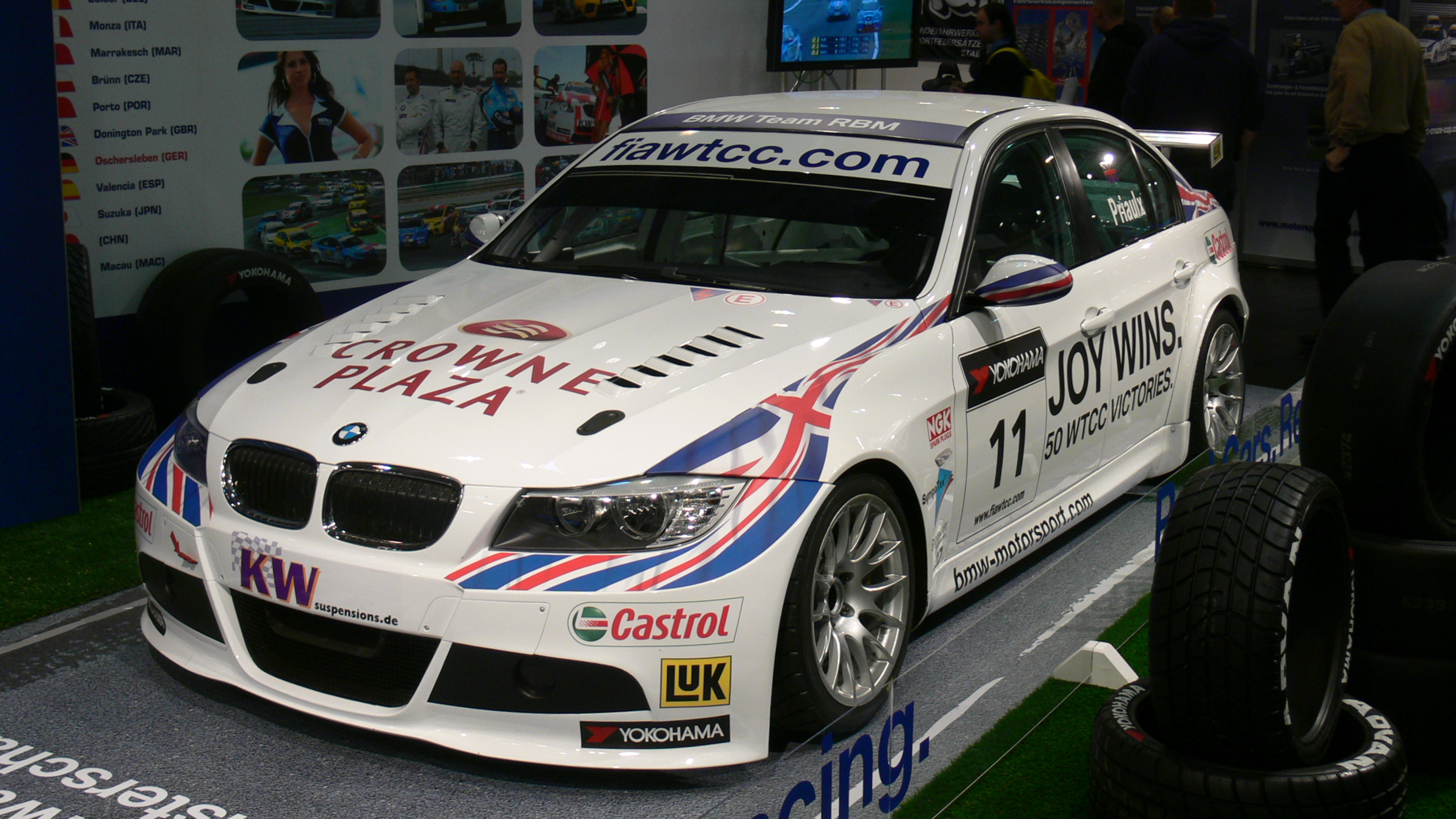
BMW E90 320si WTCC guidata dal pilota Andy Priaulx del 2010

Basandosi sulla versione 320si, la BMW ha realizzato nel 2006 una E90 adatta a partecipare al campionato WTCC. Sviluppata dalla BMW Motorsport, la vettura è dotata di un propulsore 2,0 litri di cilindrata aspirato da 275 CV di potenza gestito da un cambio manuale a cinque marce. Nei campionati nazionali britannico (BTCC) e svedese (STCC) comparve una versione della E90 equipaggiata con cambio sequenziale a sei marce, ammessa nel WTCC solo come vettura a omologazione nazionale. L'impianto frenate era costituito da quattro freni a disco ventilati, mentre le sospensioni erano formate da montanti McPherson, bracci trasversali, molle elicoidali, ammortizzatori Sachs e barra antirollio nella sezione anteriore e molle elicoidali con ammortizzatori Sachs, barra antirollio e configurazione multi-link al posteriore.